# Vladimir Putin
Vladimir Vladimirovič Putin (in russo Влади́мир Влади́мирович Пу́тин?; AFI: [vlɐˈdʲimʲɪr vlɐˈdʲimʲɪrəvʲɪtɕ ˈputʲɪn], ; Leningrado, 7 ottobre 1952) è un politico ed ex agente segreto russo, già funzionario del KGB, primo ministro (1999-2000, 2008-2012) e attuale presidente della Russia (1999-2008, 2012-2018, 2018-2024, 2024-presente).
Dopo la laurea in legge all'Università statale di San Pietroburgo (1975), ha ricoperto il ruolo di funzionario dell'intelligence del KGB per 16 anni salendo poi al grado di tenente colonnello, prima di dimettersi nel 1991 per iniziare una carriera politica a San Pietroburgo come vicesindaco della città. Successivamente si è trasferito a Mosca nel 1996 per unirsi all'amministrazione del presidente Boris El'cin, prestando servizio come direttore dell'FSB, l'agenzia che ha sostituito il KGB. Nell'agosto 1999, El'cin lo nominò Primo ministro; dopo le sue dimissioni Putin è stato eletto come suo successore.
Sotto il suo primo mandato come presidente, l'economia russa è cresciuta notevolmente per otto anni consecutivi, con il PIL a parità di potere d'acquisto aumentato del 72%. La crescita è stata il risultato del boom economico delle materie prime degli anni 2000, della ripresa dopo la depressione seguita al collasso dell'Unione Sovietica e di adeguate politiche economiche e fiscali.
Impossibilitato a ricoprire un terzo mandato consecutivo secondo il quarto punto della Costituzione della Federazione Russa, ha favorito la vittoria del suo delfino Dmitrij Medvedev, che ha poi nominato a sua volta Putin come Primo ministro nel 2008. Ha successivamente potuto ricandidarsi al terzo mandato come presidente vincendo le elezioni presidenziali in Russia del 2012 con il 64% dei voti. Il calo dei prezzi del petrolio, le sanzioni economiche internazionali imposte dopo la crisi della Crimea del 2014 e l'intervento militare russo nella guerra del Donbass in Ucraina orientale, hanno portato a una riduzione del PIL russo del 3,7% nel 2015, sebbene l'economia russa sia rimbalzata nel 2016 con una leggera crescita del PIL pari allo 0,3%, segnando la fine della Grande recessione. Alle elezioni presidenziali in Russia del 2018 ha ottenuto il 76% dei voti ed è stato rieletto per un ulteriore mandato di sei anni.
Con Putin la Russia ha subito un graduale processo di arretramento democratico. Generalmente gli esperti non considerano la Russia una democrazia, citando epurazioni, incarcerazioni e uccisioni di oppositori politici, repressione della libertà di stampa e mancanza di elezioni credibilmente libere e giuste. La Russia ha ottenuto un punteggio molto negativo sull'Indice di percezione della corruzione di Transparency International, sul Democracy Index dell'Economist Intelligence Unit e sull'indice "Freedom in the World" di Freedom House (tra cui un punteggio record di appena 20/100 nel rapporto del 2017, risultato che non veniva ottenuto dai tempi dell'Unione Sovietica). Inoltre le organizzazioni e gli attivisti per i diritti umani lo hanno accusato di perseguitare critici e attivisti politici, nonché di averli torturati o assassinati. Putin ha respinto le accuse di violazioni dei diritti umani. Funzionari del governo federale degli Stati Uniti d'America lo hanno accusato di aver condotto una cospirazione politica contro Hillary Clinton a favore di Donald Trump nel periodo delle elezioni presidenziali negli Stati Uniti d'America del 2016, un'accusa che sia Trump che Putin hanno spesso respinto e criticato.
Nel 2022 Putin ha lanciato un'invasione dell'Ucraina, che ha trasformato il conflitto tra i due paesi in una guerra su larga scala. Durante la guerra la Russia ha vissuto un ulteriore aumento delle violazioni dei diritti umani, soprattutto nei confronti degli attivisti pacifisti. Nel 2023 il presidente è stato incriminato dalla Corte Penale Internazionale per crimini di guerra.

## Biografia

### Primi anni di vita
(Vladimir Putin, Soči, 22 ottobre 2015)
Nato a Leningrado, visse, secondo la sua biografia Ot pervogo lica (in italiano: In prima persona, stampata per la campagna presidenziale del 2000), un'infanzia povera, trascorsa in una kommunalka.
Il nonno paterno, Spiridon Ivanovič Putin (1879-1965), lavorò come cuoco in una dacia al servizio di Lenin e Stalin.

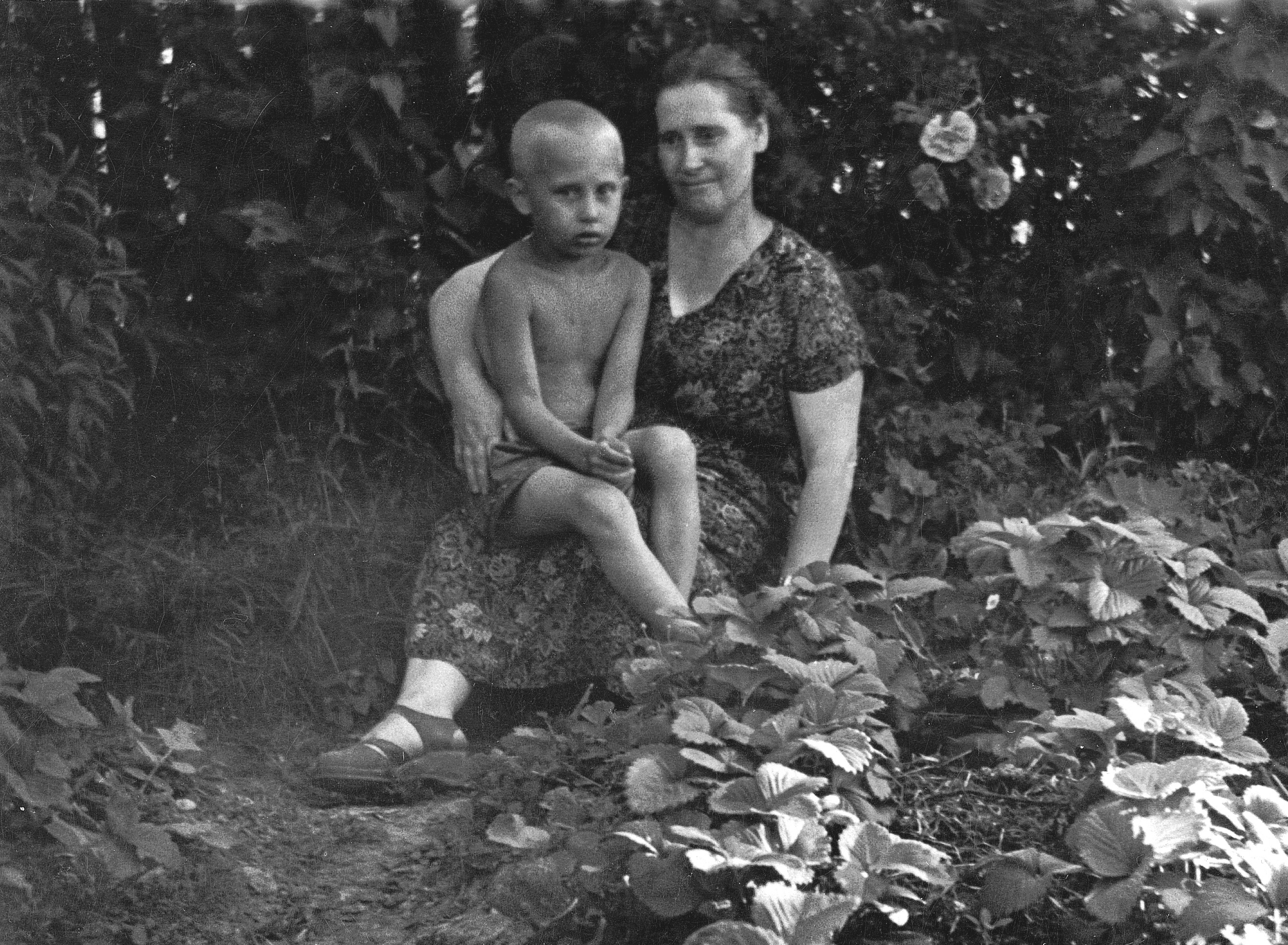
Putin in braccio alla madre all'età di cinque anni

La madre, Marija Ivanovna Šelomova (1911-1998), era un'operaia mentre il padre, Vladimir Spiridonovič Putin (1911-1999), all'inizio degli anni trenta fu sommergibilista nella marina militare sovietica. Durante la seconda guerra mondiale, suo padre fu arruolato dal NKVD in un gruppo di sabotatori.
Due fratelli più anziani nacquero negli anni trenta; uno morì nei primi mesi di vita, mentre il secondo morì di difterite durante l'assedio di Leningrado.
Putin si è laureato in diritto internazionale alla Facoltà di Legge dell'Università Statale di Leningrado nel 1975.

### L'impiego come funzionario del KGB
Membro del Partito Comunista dell'Unione Sovietica, fu arruolato alla fine degli studi nel KGB.
Durante la sua carriera come membro (e quindi dirigente dell'organizzazione segreta) e ufficiale dei servizi segreti sovietici con il grado di tenente colonnello del KGB, durata dal 1975 al 1991, ha vissuto dal 1985 al 1990 a Dresda, nella Repubblica Democratica Tedesca e ha operato presso la Stasi (i servizi segreti della Germania dell'Est) utilizzando un'identità di interprete come copertura. Tuttavia nella sua carriera nei servizi segreti non ha mai partecipato ad operazioni sul campo: il suo compito principale era redigere report da inviare a Mosca per riferire il lavoro svolto da altri.
Nei convulsi giorni che seguirono la caduta del Muro di Berlino (9 novembre 1989), Putin rimase nell'edificio del KGB a Dresda, sito accanto a quello della Stasi, impegnato a bruciare personalmente un'enorme quantità di fascicoli dell'archivio segreto per impedire che i manifestanti ne entrassero in possesso. Il 5 dicembre una folla inferocita assaltò e distrusse la sede della Stasi per poi minacciare quella del KGB. All'interno chiesero aiuto al vicino distaccamento militare, ma la risposta fu negativa in assenza di ordini da Mosca. Rimasto l'ufficiale di grado più alto dopo la fuga del suo superiore, Putin uscì in cortile armato di pistola, si qualificò come interprete e spiegò che quello era territorio sovietico, convincendo la folla a desistere dallo scavalcare il muro di cinta. 
Dopo il collasso del regime della Germania Est, Putin fu richiamato in Unione Sovietica e fece ritorno a Leningrado, dove, da giugno del 1991, fu inserito nella sezione Affari internazionali dell'Università Statale, sottoposto al vicedirettore Jurij Molčanov. Nella sua nuova posizione, rinsaldò i rapporti con Anatolj Sobčak, l'allora sindaco della città (intanto ribattezzata nuovamente San Pietroburgo) e anche il primo democraticamente eletto: Sobčak aveva lavorato come professore assistente durante gli anni di università di Putin ed era stato un suo relatore.
Putin rassegnò le proprie dimissioni dai servizi di sicurezza il 20 agosto 1991 durante il fallito colpo di Stato, supportato dal KGB, contro Gorbačëv.

## Carriera politica

### Gli inizi (1990-1999)
Nel maggio 1990 Putin divenne consigliere di Sobčak, allora presidente del consiglio dei deputati del popolo di Leningrado e poi sindaco della città dal giugno 1991; il 15 luglio successivo Putin fu nominato presidente del comitato per le relazioni internazionali di Leningrado, con il compito di promuovere i rapporti con l'estero e attirare gli investimenti stranieri. Nello stesso periodo in cui Putin lo dirigeva, nell'organo lavorava anche Aleksej Miller, CEO di Gazprom dalla fine del 1991 al 1996, nonché un elevato numero di politici e imprenditori.
Dopo un anno di direzione, l'operato di Putin fu messo sotto esame da una commissione del consiglio legislativo della città. Nella propria relazione finale tale organo rilevò che i prezzi applicati dal comitato nei confronti degli imprenditori esteri erano eccessivamente bassi e che questi aveva concesso delle licenze per l'esportazione dei metalli non ferrosi (per un valore stimato in 93 milioni di dollari) in cambio di aiuti alimentari che non giunsero mai nella città. La proposta di immediata revoca della carica non sortì tuttavia alcun effetto: Putin rimase a capo del comitato per le relazioni esterne fino al 1996.

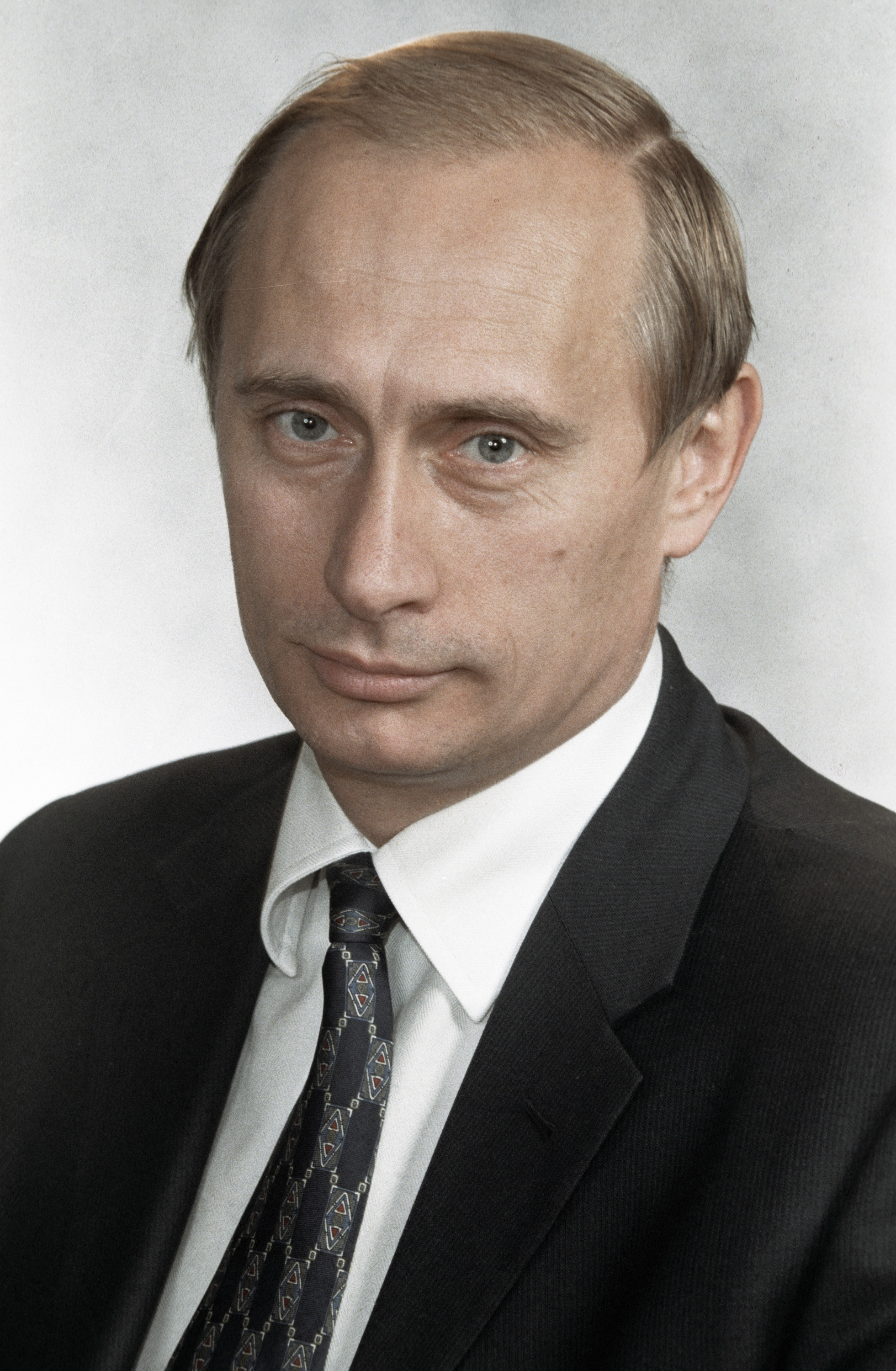
Vladimir Putin, direttore dell'FSB (1998)

Dal 1992 al marzo 2000 gli fu inoltre affidata la direzione del St. Petersburg Immobilien und Beteiligungs AG (SPAG), un'agenzia immobiliare tedesca, finita sotto inchiesta in Germania per riciclaggio di denaro sporco. Nel 1994 venne nominato deputato alle elezioni supplementari della città di San Pietroburgo. Dal 1995 fino al giugno del 1997 Putin guidò la delegazione pro-governo della città nel partito politico Nostra Casa Russia; durante questo stesso periodo fu inoltre a capo del gruppo editoriale del giornale Sankt-Peterburgskie Vedomosti di JSC.
Nel 1996 Anatolij Sobčak perse le elezioni della città di San Pietroburgo a favore del rivale Vladimir Jakovlev. Putin venne allora chiamato a Mosca e, nel giugno 1996, divenne capo delegato del Dipartimento per la Gestione della Proprietà Presidenziale, alle dipendenze di Pavel Borodin; occupò questa posizione fino al marzo del 1997. Il 26 marzo 1997 il presidente Boris Nikolaevič El'cin lo nominò delegato capo del Personale Presidenziale, carica che occupò fino a maggio 1998. Il 3 aprile 1997, Vladimir Putin è stato promosso al grado di Consigliere di Stato effettivo della Federazione Russa di 1ª classe, il più alto grado civile nella Federazione Russa.
Il 27 giugno 1997 Putin conseguì il Master in economia, primo livello post laurea, all'Istituto Minerario di San Pietroburgo con una relazione dal titolo La progettazione strategica della riproduzione della base delle risorse minerali di una regione sotto le condizioni della formazione dei rapporti di mercato. Nel 2005, secondo due ricercatori dell'Istituto Brookings di Washington, Clifford G. Gaddy e Igor Danchenko, 16 delle 20 pagine che aprono una sezione chiave del lavoro di Putin erano state copiate parola per parola da uno studio dell'amministrazione statunitense, Progettazione strategica e politica pubblica ("Strategic Planning and Public Policy", 1978), scritta dai docenti William R. King e David I. Cleland dell'Università di Pittsburgh. I risultati della ricerca furono pubblicati l'anno successivo. Lo studio è stato tradotto in russo da un istituto vicino al KGB all'inizio degli anni novanta.
Il 25 maggio 1998 fu nominato primo delegato capo del personale presidenziale per le regioni (sostituendo Viktorija Mitina) e il 15 luglio dello stesso anno divenne presidente della commissione per la preparazione degli accordi sulla limitazione del potere alle regioni (in cui sostituisce Sergeij Šachraj). Dopo l'arrivo di Putin, la commissione non ha completato tali accordi, anche se durante il mandato di Šachraj ne erano già stati conclusi 46. Il 25 luglio 1998 El'cin nominò Vladimir Putin capo del FSB (una delle agenzie che succedettero al KGB), ruolo che quest'ultimo occuperà fino all'agosto del 1999.
Divenne un membro permanente del Consiglio di sicurezza della Federazione Russa il 1º ottobre 1998 e suo responsabile il 29 marzo 1999. Nel mese di aprile del 1999, Putin e il ministro degli affari interni Sergej Stepašin tennero una conferenza stampa televisiva in cui mostrarono un video rappresentante un uomo nudo, molto simile al procuratore generale della Russia, Yuri Skuratov, a letto insieme a due giovani donne. Putin sostenne che dall'analisi degli esperti del FSB sarebbe risultato che l'uomo sul nastro fosse proprio Skuratov e che l'orgia gli fosse stata offerta da ricchi criminali russi. Skuratov era stato in passato avversario del presidente El'cin e aveva denunciato la corruzione del suo governo.

### Primo ministro (1999)
(Vladimir Putin, parlando dei guerriglieri ceceni, 24 settembre 1999)

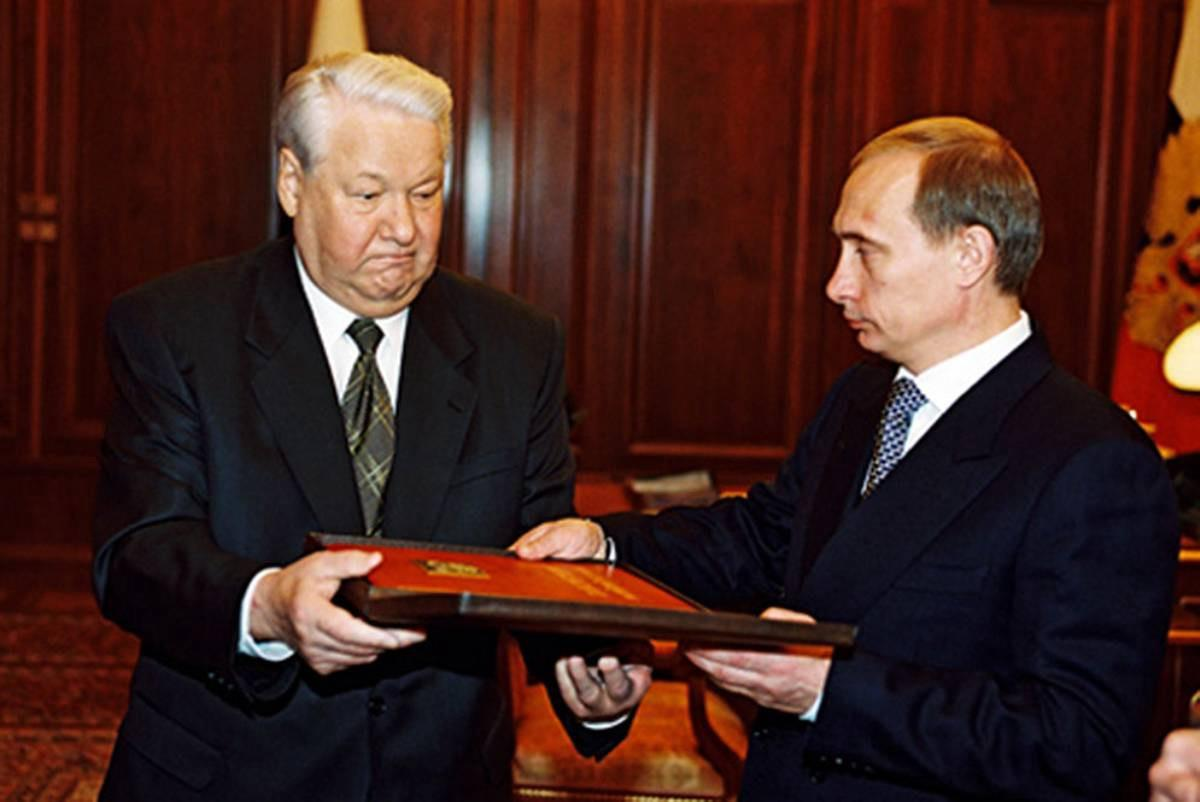
Il presidente Boris El'cin consegna la copia presidenziale della Costituzione russa a Vladimir Putin il 31 dicembre 1999

Il 9 agosto 1999 Putin fu nominato primo deputato, carica che gli permise quello stesso giorno, dopo la caduta del precedente governo guidato da Sergej Stepašin, di essere designato come Primo ministro della Federazione Russa dal presidente Boris El'cin. El'cin dichiarò inoltre che avrebbe desiderato che Putin diventasse il proprio successore e poco dopo Putin manifestò l'intenzione di correre per la presidenza.
Il 16 agosto la Duma ratificò la sua nomina a Primo ministro con 233 voti a favore (contro 84 contrari e 17 astenuti), facendone il quinto capo di governo in meno di diciotto mesi. In questa posizione Putin, inizialmente pressoché sconosciuto all'opinione pubblica, sarebbe durato più dei propri predecessori. I maggiori oppositori di El'cin e aspiranti alla presidenza, il sindaco di Mosca Jurij Michajlovič Lužkov e l'ex Primo ministro Evgenij Primakov, stavano già cercando di rimpiazzare il presidente uscente e lo contrastarono duramente quale nuovo concorrente. L'immagine di Putin come uomo d'ordine e il suo deciso approccio alla seconda guerra cecena ne aumentarono la popolarità tra le masse e gli permisero di superare i suoi rivali.
La nomina di Putin coincise infatti con l'improvvisa recrudescenza del conflitto nel Caucaso settentrionale: i separatisti ceceni si erano riorganizzati e avevano invaso il vicino Daghestan. Sia in Russia sia all'estero, l'immagine pubblica di Putin fu delineata dal suo deciso approccio al conflitto. Uno dei primi atti che compì diventando presidente ad interim, il 31 dicembre 1999, fu quello di fare visita alle truppe russe in Cecenia.
Nel 2003 in tale regione, dopo la riuscita repressione militare della rivolta, si tenne un referendum che sancì l'adozione di una nuova costituzione e l'appartenenza della repubblica alla Federazione Russa. La situazione è in seguito venuta a stabilizzarsi dopo le elezioni parlamentari e l'istituzione di un governo regionale. Pur non formalmente iscritto a nessun partito, Putin diede il proprio appoggio al neonato Partito di Unità russo, che ottenne nel voto popolare per la Duma, tenuto nel dicembre 1999, la seconda percentuale più alta di consensi (23,32%). Dopo tale successo, Putin apparve il favorito tra i candidati alla presidenza in vista delle elezioni che si sarebbero svolte l'estate successiva.

### Primo mandato presidenziale (2000-2004)

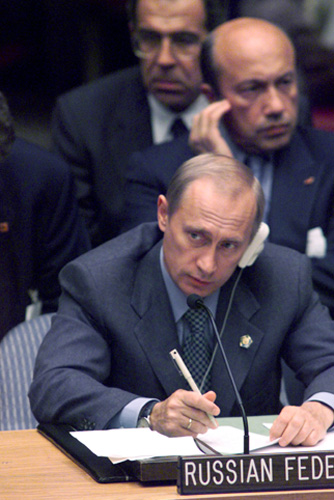
Putin all'ONU (7 settembre 2000)

La sua ascesa alla più alta carica della Russia si dimostrò persino più rapida: il 31 dicembre 1999, inaspettatamente, El'cin rassegnò le proprie dimissioni e, come previsto dalla Costituzione, Putin divenne presidente ad interim della Federazione Russa. Il primo decreto che Putin sottoscrisse quello stesso giorno fu quello titolato Sulle garanzie riguardanti il precedente presidente della Federazione Russa e per i membri della sua famiglia.

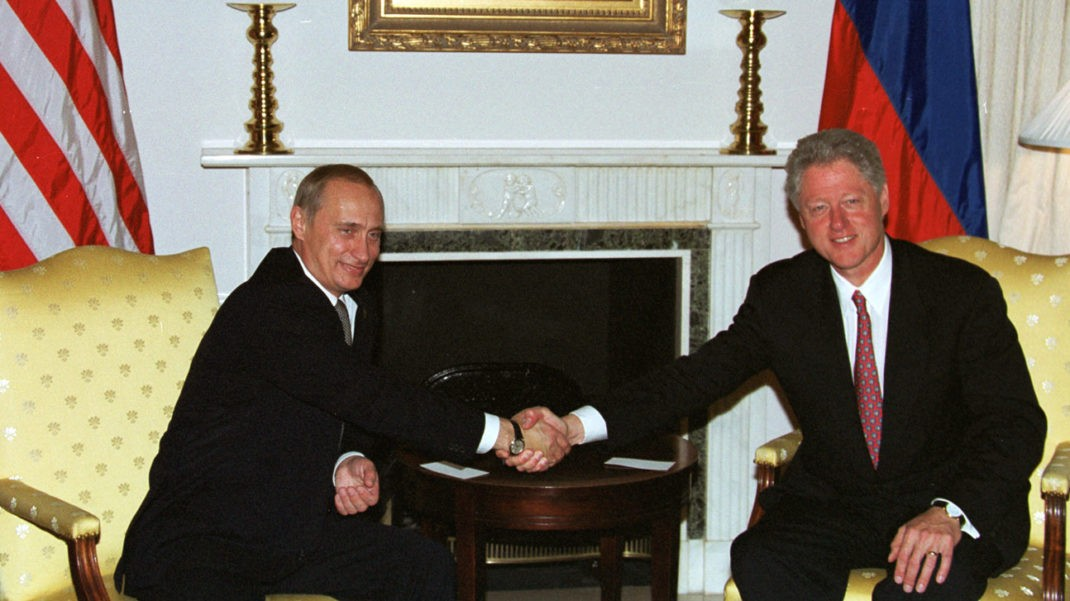
Vladimir Putin incontra Bill Clinton (6 settembre 2000)

Mentre i suoi oppositori si stavano preparando a un'elezione da svolgersi nel giugno dell'anno successivo, le dimissioni di El'cin fecero sì che le stesse dovessero essere effettuate entro tre mesi dalle dimissioni del precedente presidente.
Le elezioni presidenziali del 2000 si svolsero il 26 marzo: Putin vinse alla prima tornata e giurò come presidente il 7 maggio 2000. Dopo aver annunciato la propria intenzione di consolidare il potere presidenziale nel Paese, durante il maggio 2000 emanò un decreto che suddivideva gli 89 soggetti federali della Russia tra 7 circondari federali diretti da suoi rappresentanti allo scopo di facilitare l'amministrazione federale.
Nel luglio 2000, così come disponeva una legge proposta da lui e approvata dal Parlamento, Putin acquisì il diritto di revocare il mandato ai capi di tali soggetti federali. Rispetto alla presidenza El'cin, dove si assistette a un turbinio di primi ministri succedutisi nell'incarico (5 nel biennio 1998-1999), il presidente Putin impresse una svolta di stabilità alla guida del governo, retto per quasi tutto il suo quadriennio da Michail Kas'janov, che già era stato il primo vicepremier dello stesso Putin nel 2000. Nel dicembre 2000 il presidente approvò la Legge modificativa dell'inno della Federazione Russa.
Fino a quel momento quest'ultimo aveva avuto musica di Michail Ivanovič Glinka e nessun testo: il nuovo inno riproponeva (con piccole modifiche) la musica di quello sovietico successivo al 1944 di Aleksandrov, con il testo di Sergej Michalkov.
Il 12 febbraio 2001, Putin sottoscrisse una Legge federale riguardante le garanzie per i precedenti presidenti e le loro famiglie che rimpiazzò il Decreto precedente. Dal 1999 El'cin, con alcuni parenti, era sotto inchiesta per riciclaggio di denaro tra Russia e Svizzera.

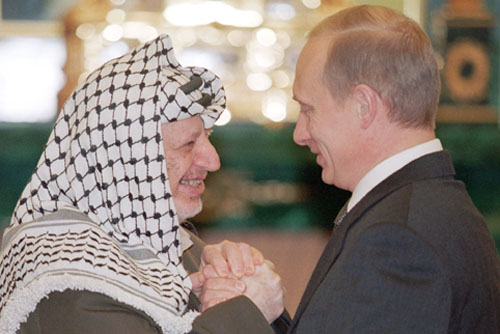
Vladimir Putin e Yasser Arafat il 29 maggio 2001

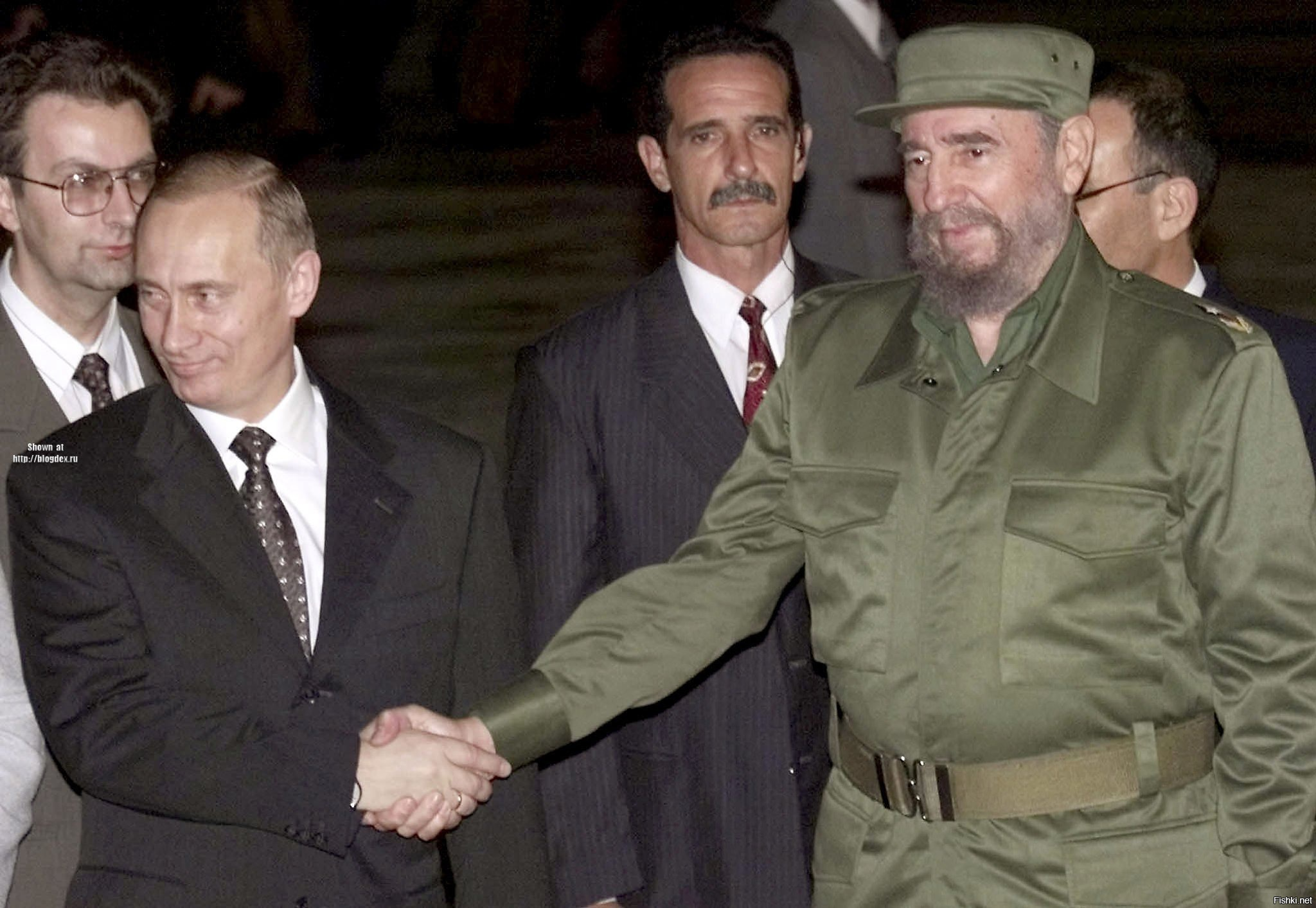
Fidel Castro incontra Vladimir Putin a Cuba il 14 dicembre 2000

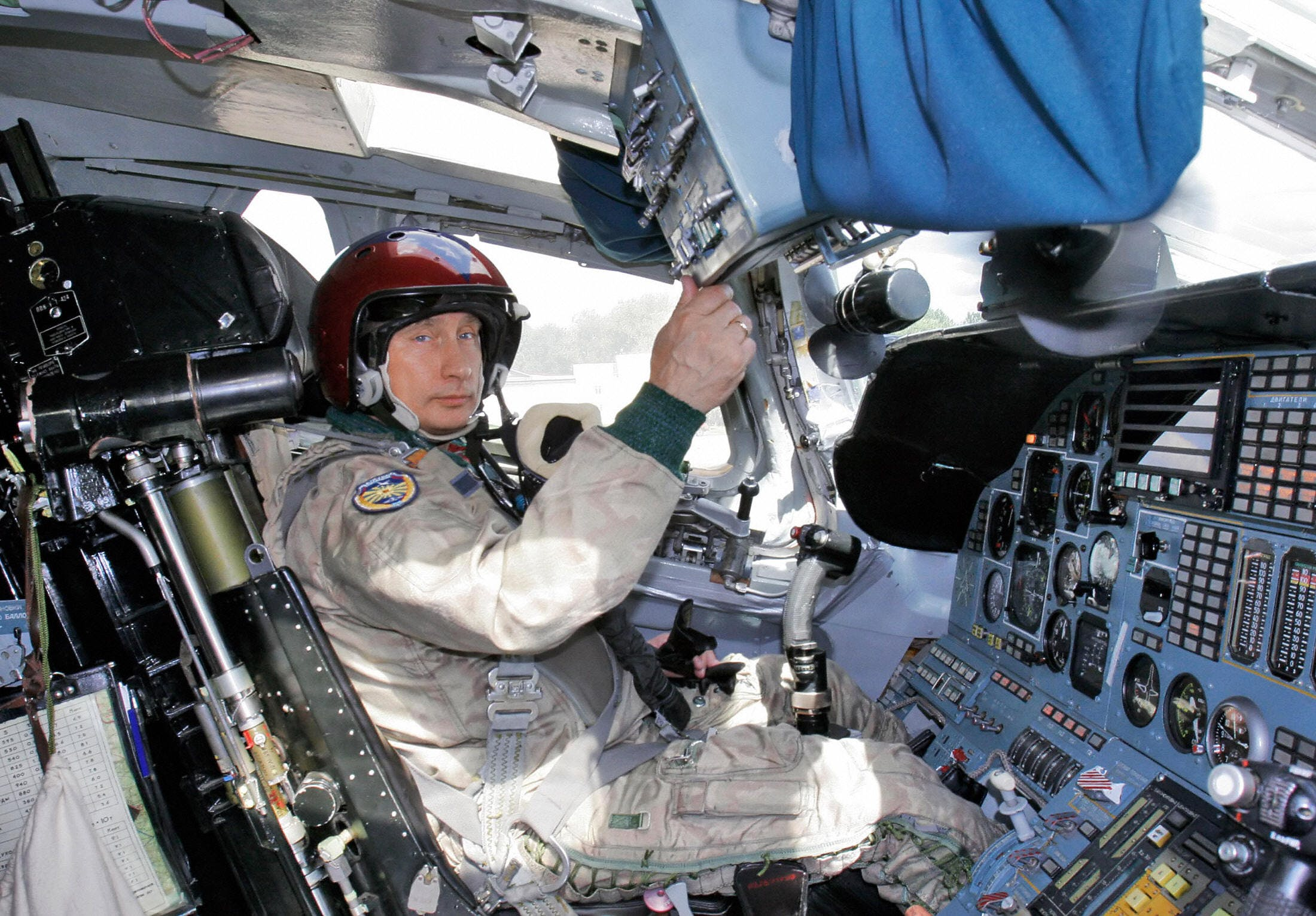
Putin in cabina di un bombardiere strategico Tupolev Tu-160, durante una dimostrazione il 16 agosto 2005

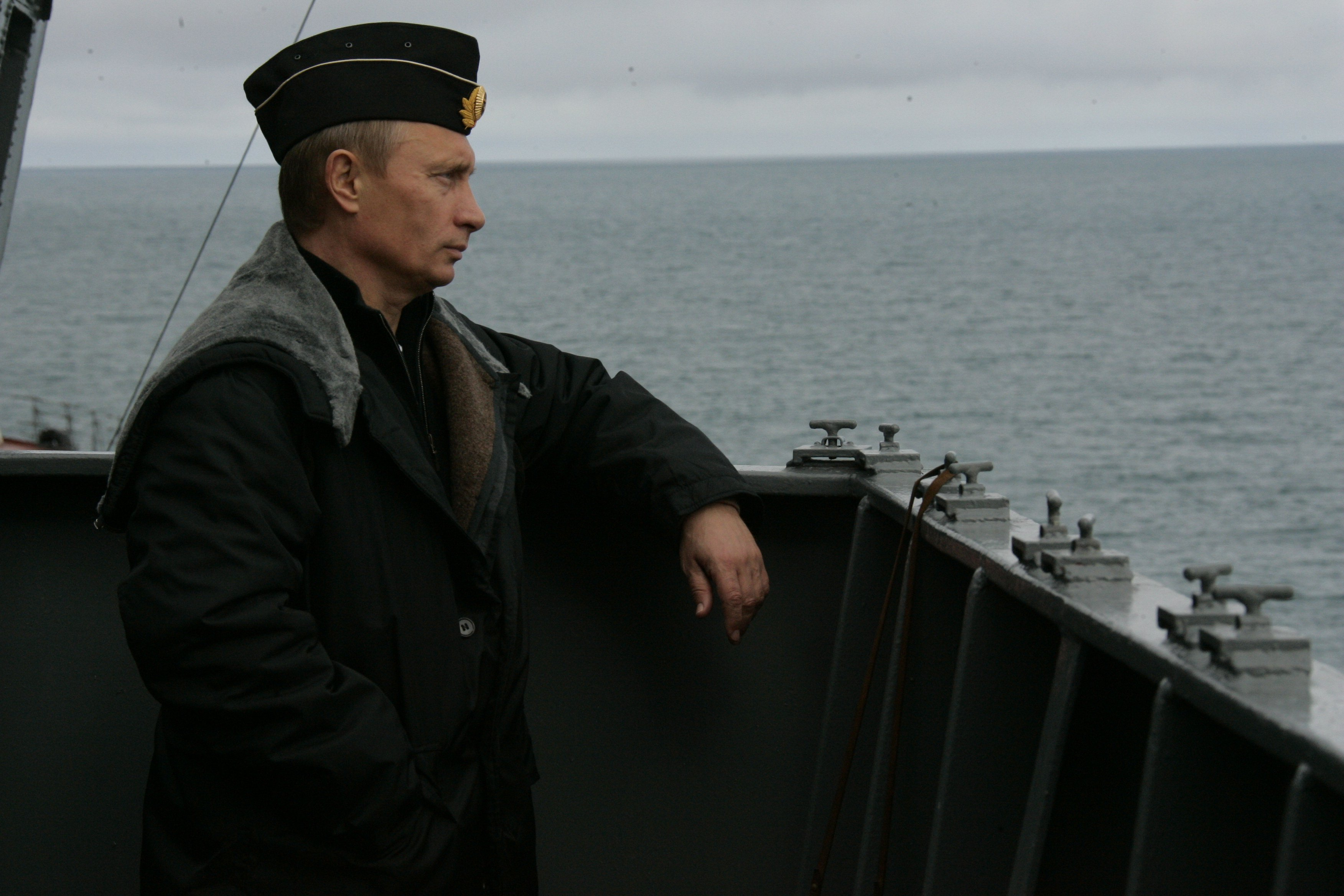
Putin a bordo dell'incrociatore atomico Pëtr Velikij, 17 agosto 2005

All'inizio del luglio 2003 le autorità russe arrestarono Platon Lebedev, partner di Michail Borisovič Chodorkovskij e secondo più grande azionista della Jukos, sospettato di aver acquisito illegalmente nel 1994 una partecipazione in una società statale, la Apatit. In ottobre venne arrestato per frode fiscale lo stesso Chodorkovskij (scarcerato per amnistia nel 2013), come parte della lotta ingaggiata da Putin contro i potentati economici aggregatisi nell'epoca di El'cin: la prima vittima era stato il finanziere Boris Abramovič Berezovskij, proprietario del complesso industriale AvtoVAZ e principale azionista dell'Aeroflot; inquisito sin dal 2000, fuggì a Londra, dove fu trovato morto nel marzo 2013.
Presto sarebbe venuto il turno di altri oligarchi, colpevoli di corruzione e di arricchimento illecito ai danni dello Stato ma anche scomodi per la loro influenza politica. Nel contempo, Putin pose le premesse per una ripresa dell’economia russa dopo il crollo del rublo del 1998.
La tragedia del K-141 Kursk (12 agosto 2000), il sottomarino nucleare inabissatosi nel mare di Barents, all'interno del quale 118 membri dell'equipaggio trovarono la morte, non ha avuto ripercussioni durature sulla popolarità del presidente russo, nonostante le accuse di cui fu oggetto per l'intempestività e l'inadeguatezza dei soccorsi, come per la scarsa trasparenza nelle informazioni durante la vicenda.
Sul piano diplomatico Putin incrementò le relazioni con la Cina e con l'India, nel quadro di un generale rilancio del ruolo strategico del paese e di riequilibrio delle relazioni con i paesi europei ma soprattutto con gli Stati Uniti. Il presidente russo fu il primo leader straniero a telefonare a George W. Bush dopo gli attentati dell'11 settembre 2001, offrendo la propria assistenza nella guerra al terrorismo di matrice islamica intrapresa dall'amministrazione statunitense.
La ripresa del dialogo culminò negli accordi siglati al vertice allargato NATO-Russia di Pratica di Mare (Roma) nel 2002 che prevedevano l'impegno di Russia e Stati Uniti alla riduzione degli arsenali nucleari.

### Secondo mandato presidenziale (2004-2008)

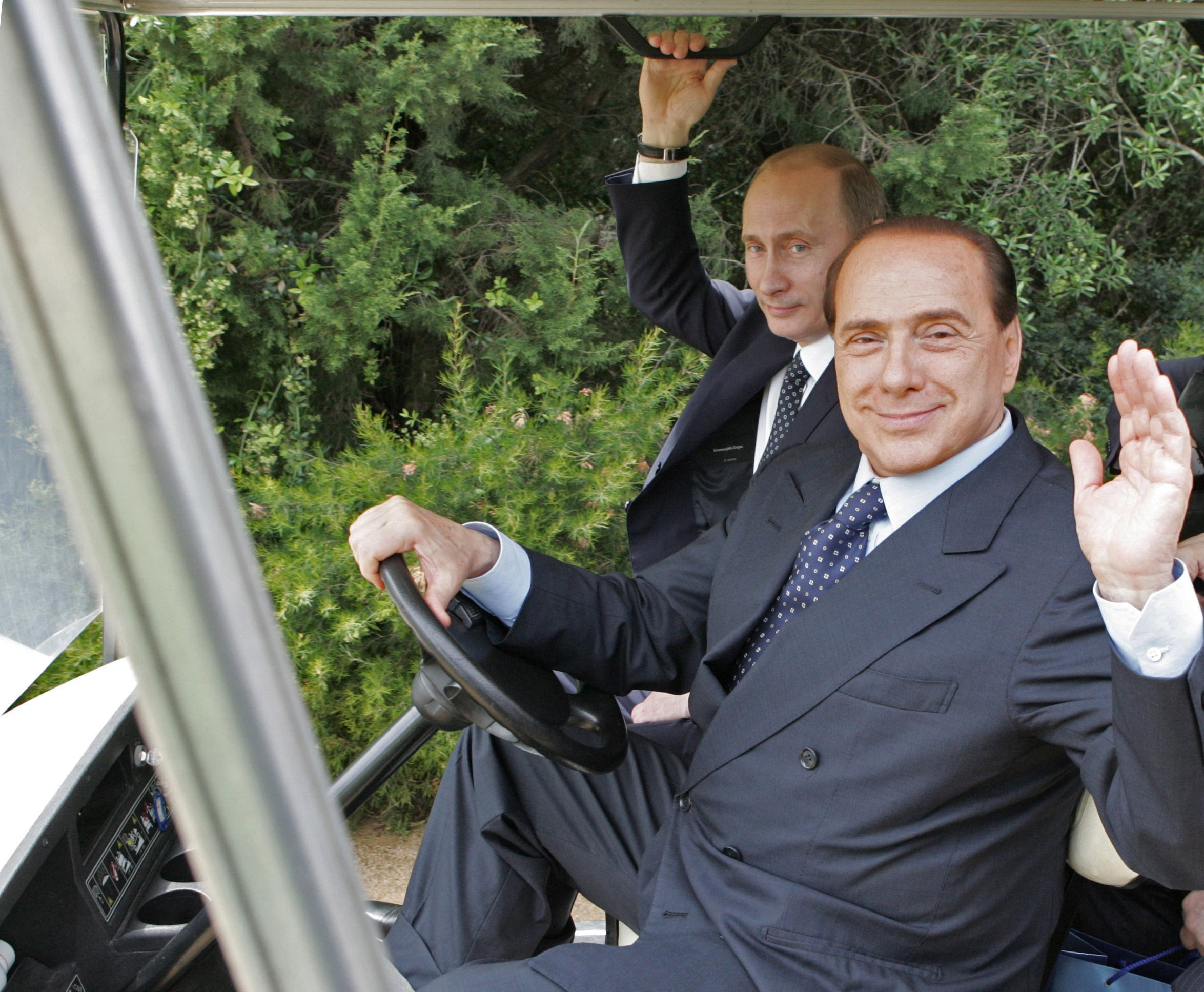
Vladimir Putin e Silvio Berlusconi a Villa Certosa (18 aprile 2008)

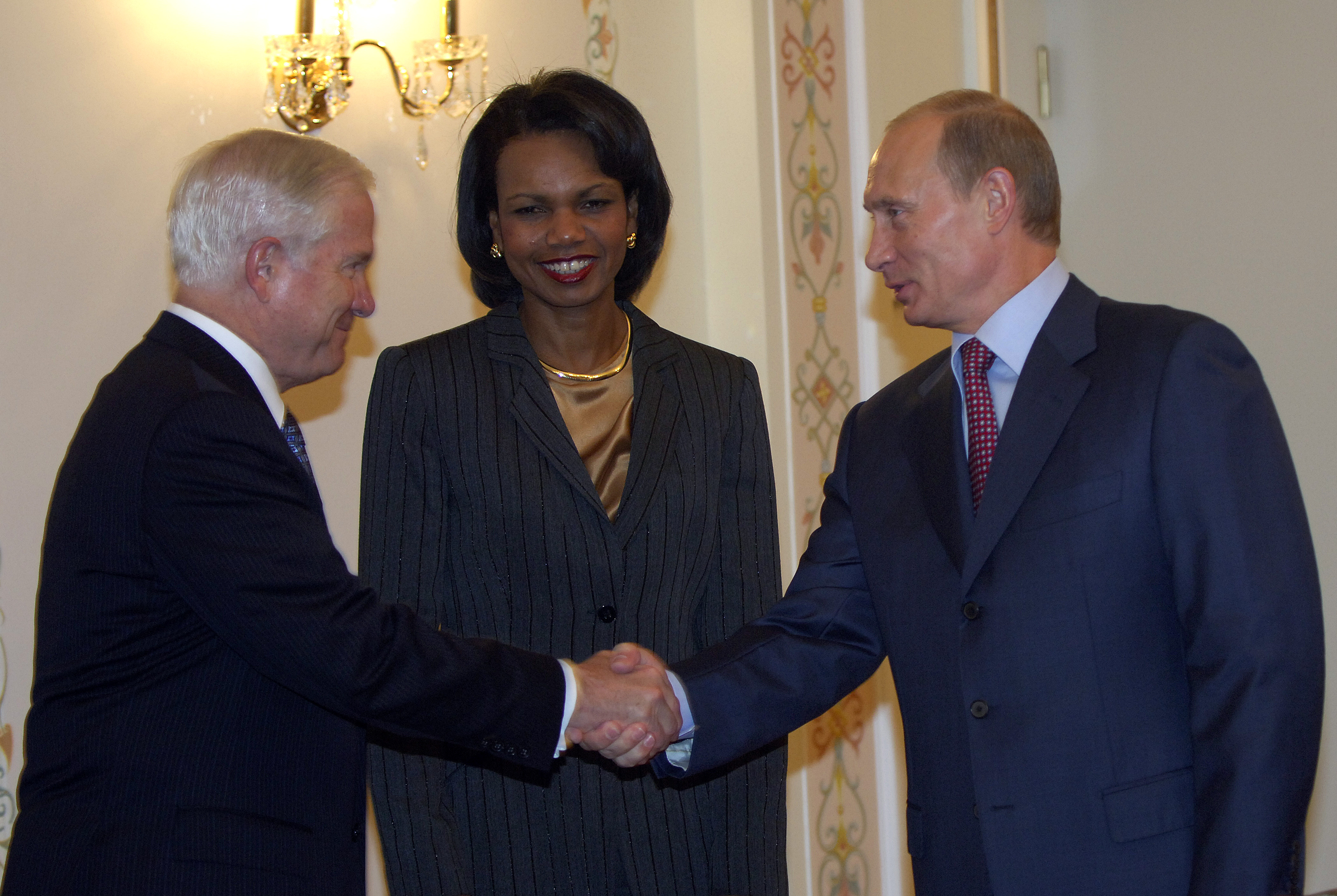
Putin incontra Robert Gates e Condoleezza Rice

Il 14 marzo 2004 Putin è stato rieletto presidente per un secondo mandato, con il 71% dei voti.
Nel mese di settembre, a seguito degli attacchi terroristici ceceni in Russia, (scuola di Beslan 1º settembre 2004) il presidente Putin ha lanciato un'iniziativa per sostituire l'elezione dei governatori regionali con un sistema per cui sarebbero direttamente nominati dal presidente e approvati dalle legislature regionali. Gorbačëv ha criticato tali provvedimenti, accusando Putin - favorevole a un recupero, sia pure critico, dei valori espressi dal precedente regime comunista - di allontanarsi dalla via democratica. Sul piano della politica internazionale, si è verificato un deterioramento dei rapporti con gli Stati Uniti allorché Putin si è opposto alla Guerra in Iraq del 2003, mostrandosi riluttante anche verso un'immediata abolizione delle sanzioni verso quel Paese una volta terminato il conflitto, condizionandolo al completamento del lavoro delle commissioni ispettive dell'ONU.
Anche nel secondo mandato presidenziale di Putin, la comunanza politica fra il Cremlino e la Duma favorisce il formarsi di governi più stabili e duraturi: dal 2004 al 2007 il primo ministro è Michail Fradkov, mentre nel 2007-2008 gli succede Viktor Zubkov. Il primo vicepremier nel governo Zubkov è Dimitrij Medvedev. Nell'aprile 2005 Putin effettua un viaggio in Medio Oriente, divenendo il primo leader russo in visita ufficiale a Gerusalemme. Nel novembre 2006 Putin è accusato dell'omicidio politico dell'ex colonnello del KGB Aleksandr Litvinenko in un video registrato dalla vittima stessa poco prima della sua morte, dovuta ad avvelenamento da radiazioni di Polonio 210.

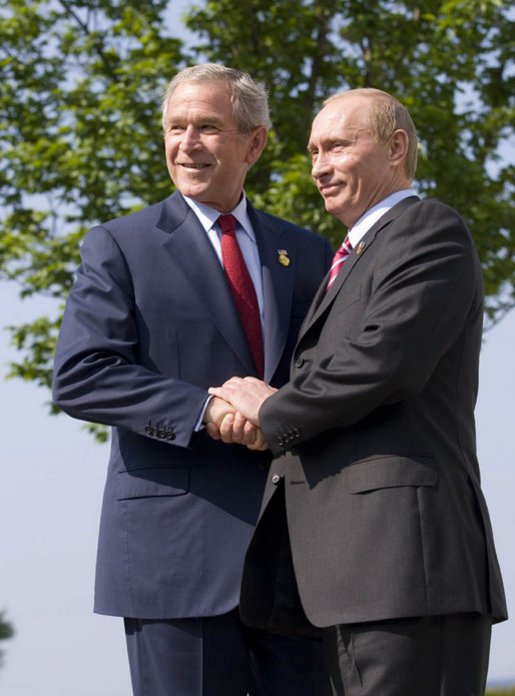
Bush e Putin

Alcuni giornali parlano anche di coinvolgimenti del governo russo nella morte della giornalista moscovita Anna Politkovskaja. Prima di morire, Litvinenko ha accusato pubblicamente il presidente russo come responsabile del suo avvelenamento e come mandante dell'omicidio della giornalista Anna Politkovskaja; tuttavia tali illazioni non troveranno mai riscontri. Altri giornalisti sono stati uccisi e altri costretti a non occuparsi di politica; anche in questo caso nessuna prova definitiva è stata prodotta a sostegno di queste accuse. Le indagini sono state subito indirizzate verso organizzazioni criminali legate a frange estremiste dei separatisti ceceni.
Gli enormi proventi derivanti dalla vendita di materie prime, soprattutto petrolio e gas, i cui prezzi sono saliti ai massimi storici dal 2000 in poi, sono tornati a essere destinati prioritariamente, come in epoca sovietica, al complesso militare-industriale. Sono dell'estate 2007 ripetute entusiastiche dichiarazioni circa la realizzazione di un nuovo missile balistico intercontinentale a testate nucleari multiple e la costruzione di un nuovo caccia Sukhoi. Il 26 aprile 2007, durante il suo ultimo discorso alla nazione, ha annunciato l'intenzione di porre una moratoria sul trattato NATO contro la proliferazione di armi convenzionali in Europa, almeno fino a che tutti i Paesi non lo abbiano ratificato e abbiano cominciato a implementarlo. Ha poi aggiunto: «Se non ci saranno progressi propongo di esaminare la possibilità di uscire dall'accordo e chiedo di sostenere questa mia proposta». Nel dicembre 2007 la Duma ha ratificato l'uscita unilaterale dal trattato contro la proliferazione di armi convenzionali in Europa.
Inoltre, riguardo alla cosiddetta Strategic Defense Initiative ("scudo spaziale"), che gli Stati Uniti hanno intenzione di costruire in Europa, (costituito da un sistema radar in Polonia e Repubblica Ceca), Putin ha proposto che l'OSCE discuta il dislocamento di elementi dello scudo nel continente: «Per la prima volta in Europa possono spuntare elementi dell'arma strategica americana e tali piani U.S.A. non sono esclusivamente un problema delle relazioni russo-americane, ma riguardano gli interessi di tutti i Paesi europei». La Russia ha ottenuto l'organizzazione delle Olimpiadi invernali del 2014 che si sono svolte a Soči; a capo del Comitato organizzatore è stato posto il premier Viktor Alekseevič Zubkov, anche grazie all'intervento dello stesso Putin come presentatore della candidatura della città russa nel corso della 119ª sessione del Comitato Olimpico Internazionale svoltasi nella Città del Guatemala il 4 luglio 2007.

### La nuova carica di primo ministro (2008-2012)

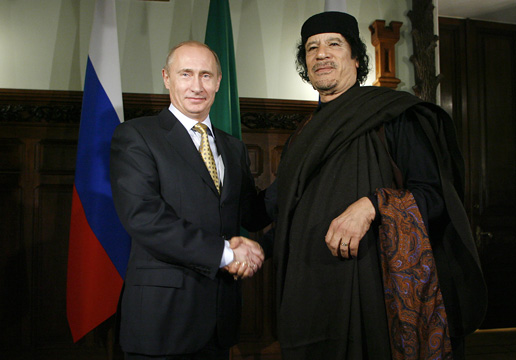
Putin con Gheddafi nel 2008

Con l'insediamento al Cremlino del suo fedelissimo Dmitrij Medvedev il 7 maggio 2008, Putin è tornato alla carica di Primo ministro, da lui già detenuta prima del mandato presidenziale. Gli analisti internazionali hanno sostenuto che la nuova carica gli abbia permesso di mantenere un ruolo centrale nella vita politica russa.

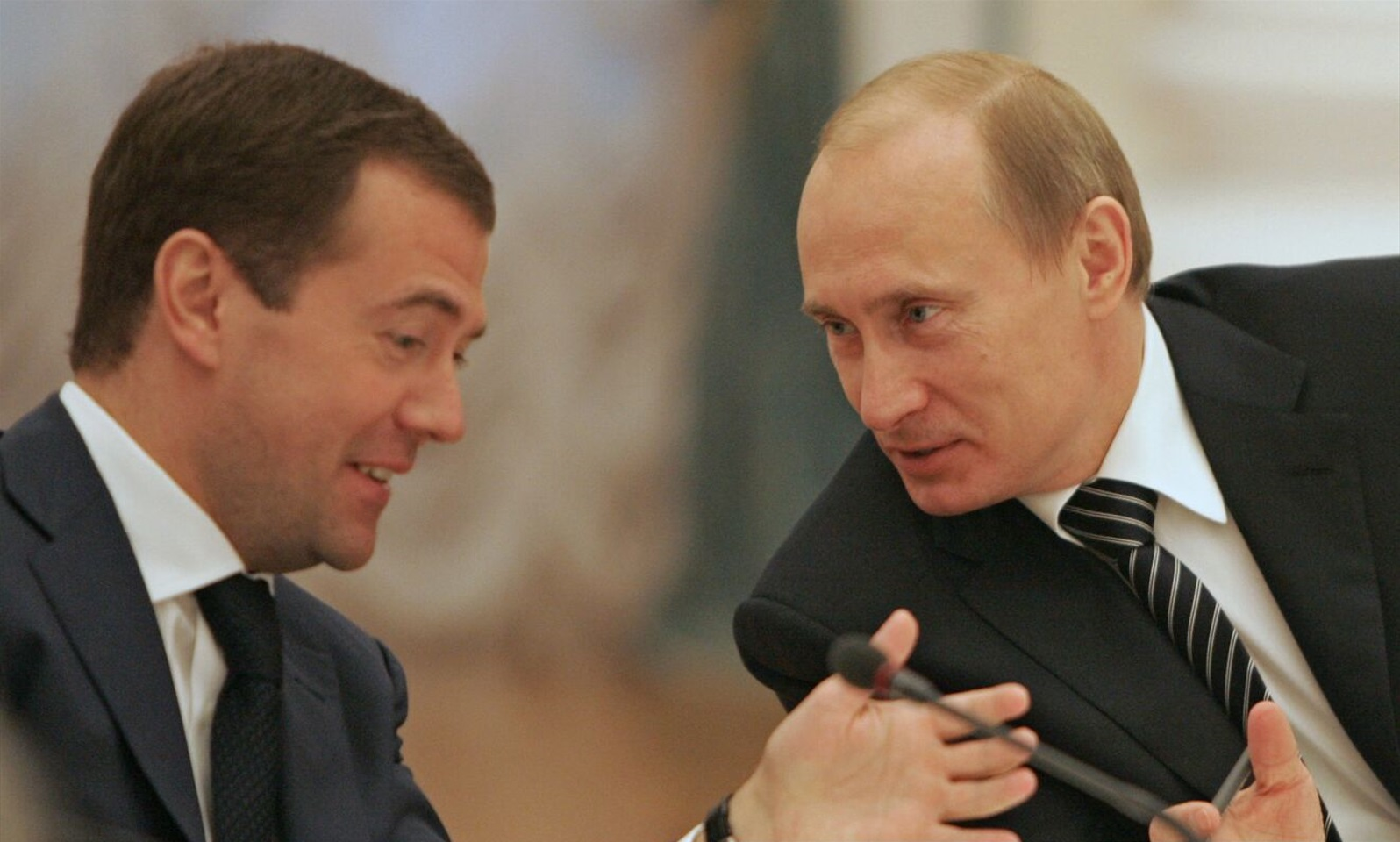
Vladimir Putin e Dmitrij Medvedev nel 2008

Nel periodo precedente al suo passaggio da presidente della Federazione a Primo ministro, Putin ha fatto approvare una serie di provvedimenti che hanno rafforzato notevolmente i poteri del Primo ministro, a scapito sia del presidente (in politica estera e nei rapporti con i governatori locali), sia dei ministri (ai quali sono state affidate competenze "tecniche" un tempo del primo ministro): in questo modo Vladimir Putin, pur cambiando ufficio di governo, ha mantenute intatte anche dal punto di vista formale molte sue competenze.
Nella nuova veste di capo del governo, Putin ha gestito personalmente la crisi con la Georgia, sfociata nella seconda guerra in Ossezia del Sud, vinta dalla Russia. Con il riconoscimento dell'indipendenza di Ossezia del Sud e Abcasia (26 agosto 2008), Putin ha utilizzato il caso del riconoscimento dell'indipendenza del Kosovo come precedente del diritto internazionale e ha notevolmente rafforzato la posizione militare ed economica russa nel Caucaso e sul mar Nero.
Continuando, seppur dal governo e non dal Cremlino, a svolgere il ruolo di protagonista assoluto della politica russa, Putin ha gestito in particolare i dossier economici alla luce della crisi iniziatasi nel 2008. Ha inoltre inaugurato una nuova forma di incontri in seno al governo russo: il presidum del governo, che riunisce solo i ministri delegati delle principali responsabilità e cui mai ha partecipato il presidente Medvedev. Il suo predecessore alla guida del governo, Viktor Zubkov (che era stato ritenuto uno dei possibili candidati presidenziali al posto di Medvedev) rimane nella posizione di più stretto collaboratore di Putin andando a occupare l'ufficio di primo vicepremier.

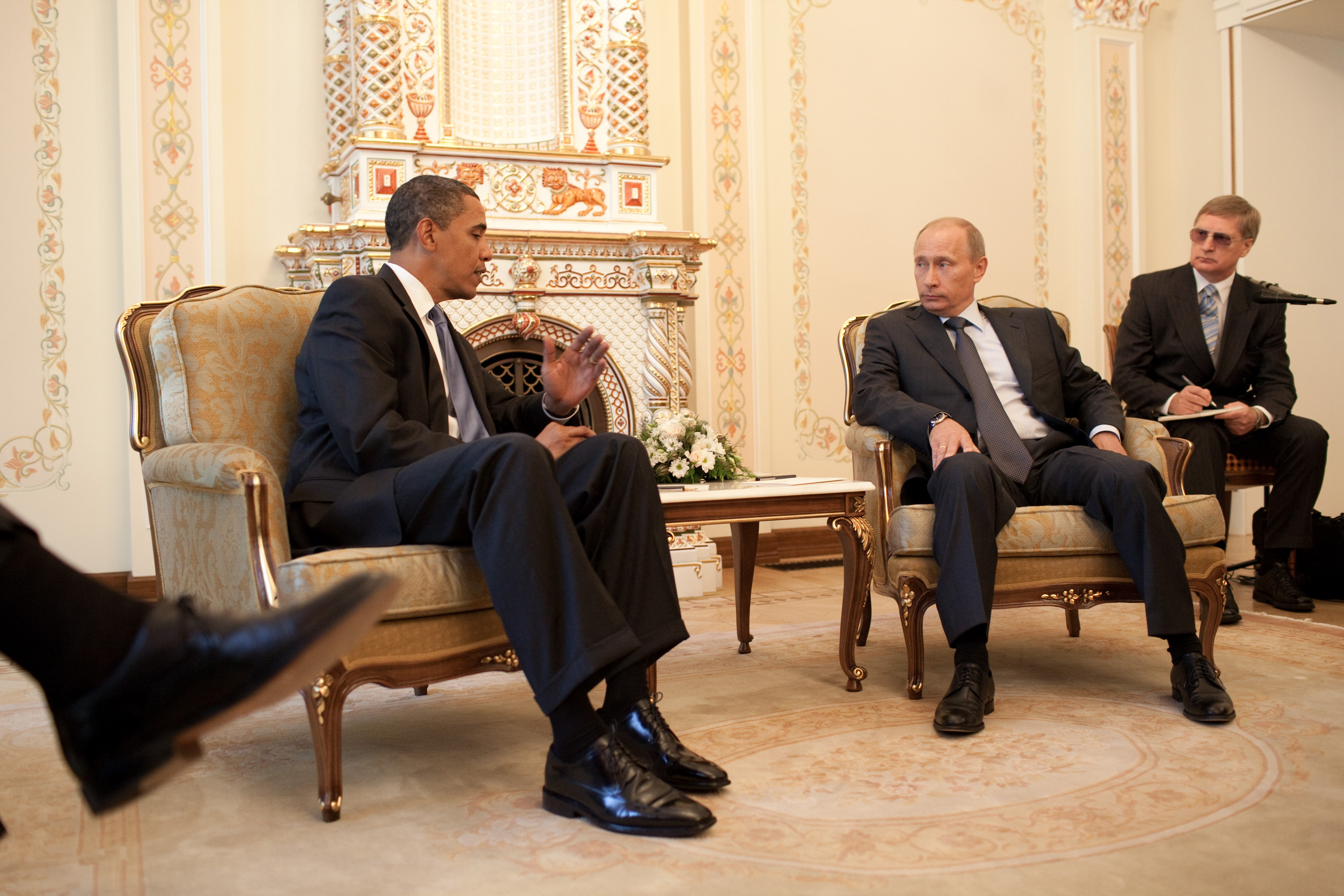
Vladimir Putin con Barack Obama nel luglio 2009.

Nella politica estera "putiniana" di questi anni sono stati particolarmente curati i rapporti con gli altri Paesi del gruppo dei "BRIC", con la Turchia di Recep Tayyip Erdoğan (col quale, peraltro, non sono mancati momenti di conflittualità, anche aspri) e con il governo dell'Ucraina di Julija Tymošenko (2007-2010). In Europa sono stati mantenuti rapporti molto collaborativi con la Germania guidata dalla cancelliera Angela Merkel, mentre ancor più cordiali sono state le relazioni con l'ex premier italiano Silvio Berlusconi. Le relazioni con il presidente statunitense Barack Obama sono state invece tenute dal presidente federale Medvedev, anche se la guida della politica estera per tutto il mandato di quest'ultimo è rimasta nelle mani del ministro degli esteri Sergej Viktorovič Lavrov, un fedelissimo di Putin.

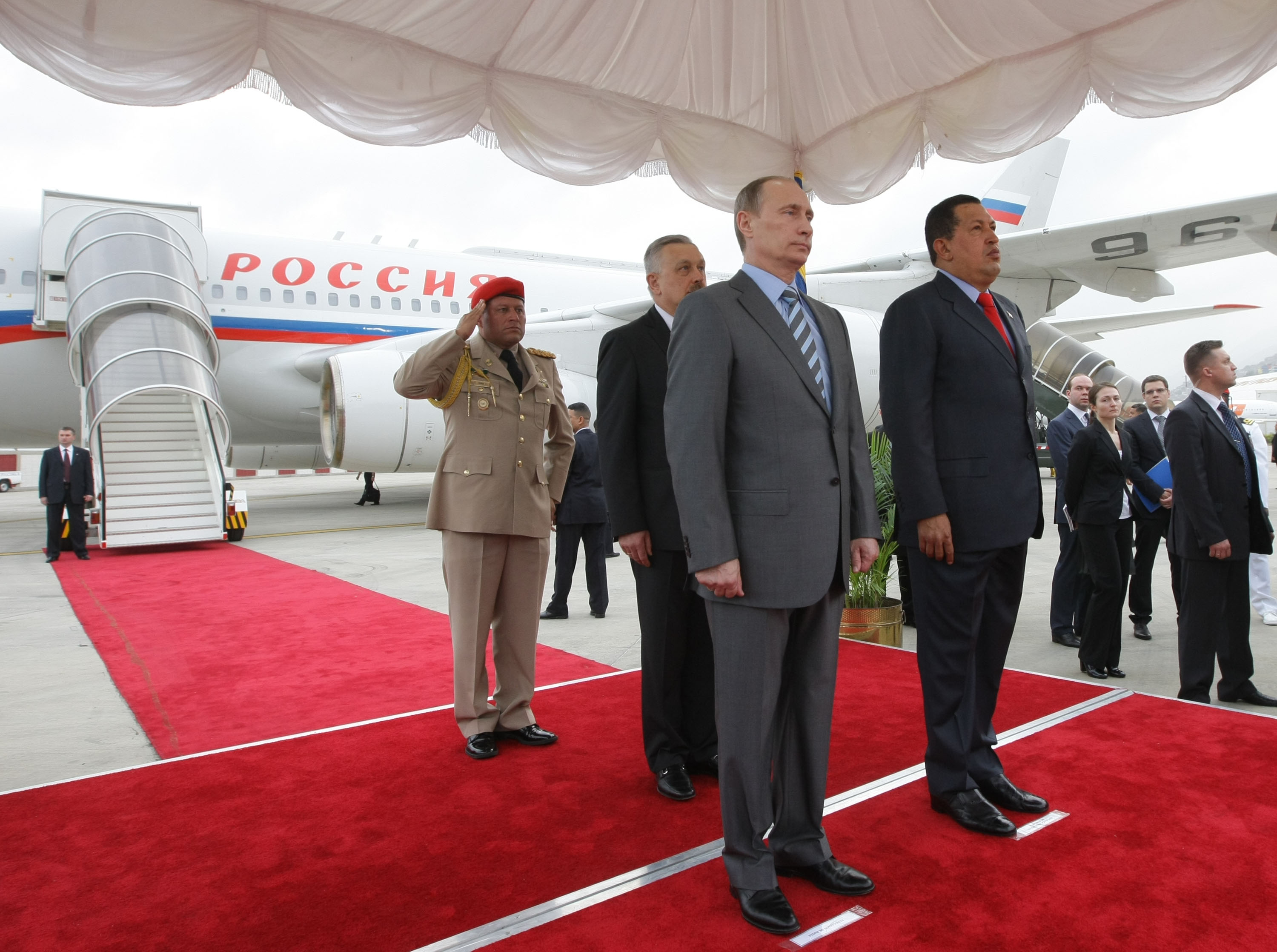
Putin accolto dal presidente venezuelano Hugo Chávez a Caracas il 2 aprile 2010

In questi anni di premierato, Putin ha inoltre lanciato una campagna per la protezione della tigre siberiana e di altre specie in pericolo d'estinzione come la balena bianca, leopardo dell'Amur e l'orso polare. In questo stesso periodo, la Russia ha ottenuto (per la prima volta) l'organizzazione del campionato mondiale di calcio 2018, mentre è proseguita l'organizzazione dei XXII Giochi olimpici invernali che si sono svolte a Soči nel 2014. Il 24 settembre 2011, Putin e Medvedev annunciano un nuovo scambio di ruoli alla guida della Russia: alle elezioni presidenziali del 2012 è stato candidato Putin, mentre l'allora presidente avrebbe occupato l'incarico di Primo ministro.
Dopo la riforma costituzionale che ha allungato a sei gli anni di mandato del presidente federale, per Putin si profilava così un nuovo ritorno al Cremlino per un periodo ancora più lungo, fino al 2018. L'11 ottobre 2011, alla notizia della condanna di Julija Tymošenko da parte di un tribunale ucraino per l'accusa di abuso di potere relativo al contratto decennale di fornitura di gas siglato proprio con Putin, il premier russo esplicita una protesta molto forte. Il 7 maggio 2012 è terminato il suo mandato da Primo ministro in quanto eletto presidente della Federazione Russa e il suo posto viene preso da Viktor Zubkov (facente funzioni, per un giorno) e poi da Dmitrij Anatol'evič Medvedev.

### Premier dell'Unione Russia-Bielorussia e rapporti con gli Stati post-sovietici

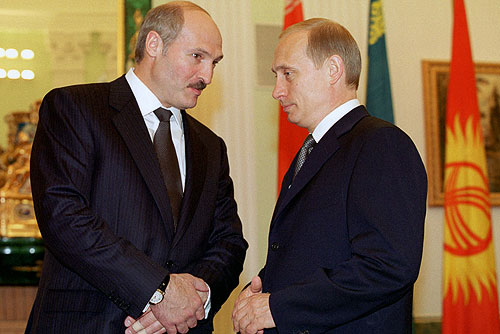
Nel 2008, Aljaksandr Lukašėnka, presidente della Repubblica Bielorussa, ha nominato Putin come Primo ministro dell'Unione Russia-Bielorussia

Il 4 marzo 2012 è stato eletto per la terza volta presidente della Russia, durante questo periodo di poteri presidenziali il mandato è stato aumentato da 4 a 6 anni. Il 18 marzo 2018 è stato eletto per la quarta volta presidente della Russia.
Il settimanale statunitense Time lo ha eletto Persona dell'anno 2007; la rivista statunitense Forbes lo ha inserito al primo posto della Lista delle persone più potenti del mondo dal 2013 al 2016.
Nonostante una serie di dispute economiche a metà degli anni 2000, la Bielorussia è rimasta una dei più stretti alleati della Russia. Il 27 maggio 2008 Putin è stato nominato Primo ministro dell'Unione Russia-Bielorussia dal presidente bielorusso, Aljaksandr Lukašėnka, o almeno così riferisce l'agenzia di stampa bielorussia BelTa; tuttavia, non vi è nessuna conferma da parte russa: questo potrebbe essere il primo passo per il concretizzarsi dell'Unione Russia-Bielorussia prevista da un accordo del 1996 con una progressiva integrazione politica ed economica, mai realizzata finora.
Nell'agosto 2008, il presidente georgiano Mikheil Saakashvili tentò di ripristinare il controllo sulla separatista Ossezia del Sud, dichiarando che questa azione era in risposta ai continui attacchi oltre confine da parte dell'Ossezia sui georgiani e di raggruppamenti di forze non di pace russe. I peacekeepers russi di stanza nel Paese vennero attaccati durante l'invasione e combatterono al fianco degli Osseti del Sud quando le truppe georgiane entrarono nella provincia e occuparono gran parte della capitale Tskhinvali.
Tuttavia, i militari georgiani furono rapidamente sconfitti nella guerra in Ossezia dopo che le forze regolari russe vennero inviate in Ossezia del Sud, aprendo un secondo fronte nell'altra provincia separatista georgiana dell'Abcasia insieme con le forze abcazie. Durante questo conflitto, secondo l'alto diplomatico francese Jean-David Levitte, Putin cercò di deporre il presidente georgiano Mikheil Saakashvili e dichiarò: "Ho intenzione di appendere Saakashvili per le palle".

### Terzo mandato presidenziale (2012-2018)

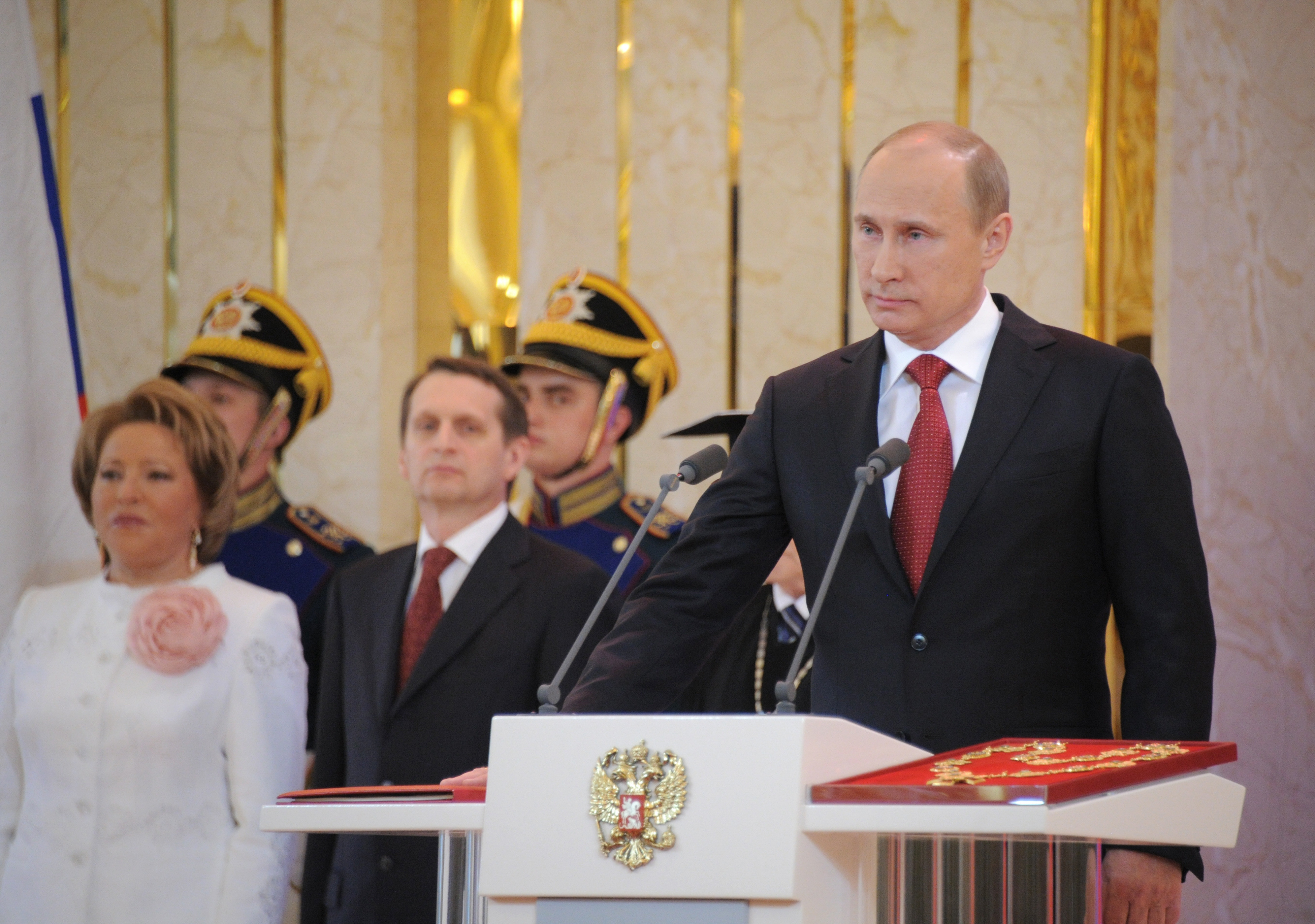
Investitura presidenziale di Vladimir Putin il 7 maggio 2012

Alle elezioni parlamentari in Russia del 2011 il partito di governo Russia Unita ha nuovamente raggiunto la maggioranza, seppur con un netto calo dei consensi. Nei giorni successivi alla divulgazione dell'esito delle consultazioni hanno avuto luogo in varie località della Russia numerose proteste di piazza contro il governo, accusato di brogli elettorali, e contro l'annuncio del Primo ministro Putin di volersi ricandidare per le elezioni presidenziali in Russia del 2012. Il 10 dicembre le manifestazioni sono culminate nella più grande protesta a Mosca dai tempi della dissoluzione dell'Unione Sovietica. In quella circostanza, Putin accusò il segretario di Stato degli Stati Uniti d'America Hillary Clinton di fomentare le proteste contro il suo governo dopo che Clinton aveva espresso sostegno per i manifestanti e messo in dubbio la correttezza del processo elettorale.

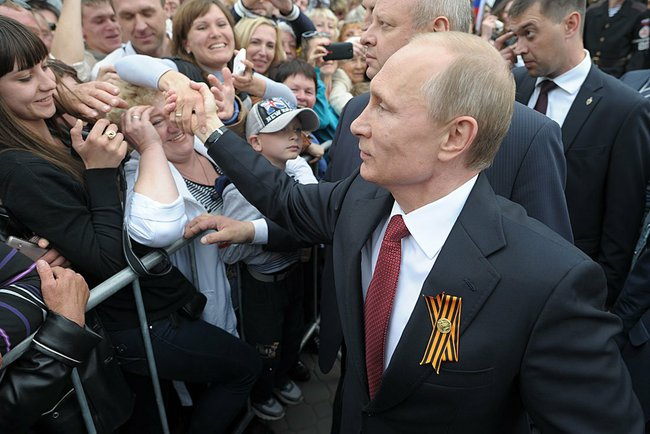
Putin in visita a Sebastopoli, Crimea (9 maggio 2014)

Il 4 marzo 2012 Putin è stato eletto per la terza volta presidente della Federazione Russa con oltre il 60% dei consensi contro il 17% raccolto dal candidato comunista Gennadij Zjuganov; Putin succede a Dmitrij Medvedev, che era presidente dal 2008. I rapporti Russia-USA si sono deteriorati ulteriormente allorché Putin ha concesso asilo all'informatico statunitense Edward Snowden (2013), che aveva fatto trapelare informazioni classificate dalla NSA, tra i quali materiale segreto per programmi di sorveglianza del Web dell'intelligence USA e britannica.
Putin, contrario all'intervento militare della NATO in Libia del 2011, si è opposto anche a una soluzione militare alla guerra civile in Siria e la Russia si è schierata fin dal principio a difesa del governo siriano, minacciando in sede ONU di porre il veto a eventuali sanzioni internazionali contro di esso; nell'agosto 2013 la mediazione di Putin ha scongiurato l'intervento militare occidentale paventato dall'amministrazione Obama sulla scia degli attacchi di Ghūṭa; nel settembre 2015 il presidente russo ha autorizzato, dopo aver ottenuto il voto favorevole della Duma, le forze armate russe a intervenire nel paese a sostegno del presidente siriano Bashar al-Assad.

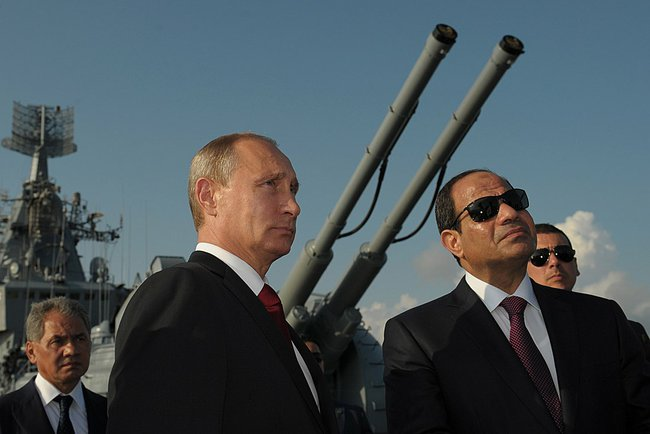
Putin e il presidente egiziano Abdel Fattah al-Sisi a bordo dell'incrociatore Moskva

Dopo la rivoluzione ucraina del febbraio 2014, l'avvento di Euromaidan e la deposizione del presidente ucraino Viktor Janukovič, Vladimir Putin ha autorizzato il sostegno militare alle forze filorusse nella regione ucraina della Crimea, dichiarando poi l'annessione del territorio a seguito di un referendum popolare non riconosciuto dalla comunità internazionale. L'oppositore Boris Nemcov, che pare si apprestasse a pubblicare un rapporto riguardante il coinvolgimento del Governo russo nella guerra del Donbass deflagrata a seguito di questi fatti, è stato assassinato nel 2015 nei pressi del Cremlino. Tali provvedimenti, giudicati negativamente dai paesi del G8, hanno valso la sospensione della Russia dal suddetto forum politico.

Vladimir Putin con la Guida Suprema dell'Iran Ali Khamenei, 23 novembre 2015

Nel novembre 2014 ha firmato un accordo con l'autoproclamata repubblica dell'Abcasia, che prevede uno spazio comune di difesa e sicurezza con la Russia a protezione del confine tra la regione georgiana dell'Abcasia e la Georgia. Secondo l'Unione europea, tuttavia, tale accordo violerebbe la sovranità della Georgia.
Nel maggio 2015 ha esteso il segreto di Stato alla perdita di uomini in tempo di pace o durante lo svolgimento di operazioni speciali. Il 23 maggio 2015 ha firmato una legge che consente al governo di vietare alle organizzazioni non governative internazionali o straniere di compiere attività "indesiderabili", congelandone gli attivi patrimoniali e incriminando i loro dirigenti. La legge è stata fortemente criticata dalle organizzazioni internazionali a tutela dei diritti umani, secondo le quali le autorità russe potranno decidere il divieto in base a motivazioni vaghe, come il fatto di costituire "una minaccia per l'ordine costituzionale del Paese, per le sue capacità di difesa e per la sicurezza dello Stato".
Il 28 settembre 2015, in occasione del 70º anniversario della fondazione delle Nazioni Unite è intervenuto in Assemblea generale con un discorso nel quale illustrava il punto di vista della Russia nelle varie questioni mondiali aperte, quali la lotta al terrorismo islamico, l'autodeterminazione dei popoli e la crisi del Donbass.
Nel gennaio 2017, dopo l'elezione di Donald Trump alla Casa Bianca, l'intelligence statunitense ha pubblicato un rapporto secondo cui il Cremlino avrebbe ordinato una campagna per favorire la vittoria di Trump, screditando la democratica Hillary Clinton. Putin ha negato le accuse, chiedendo prove concrete. I rapporti tra i due Paesi, anche a causa del Russiagate, si sono fatti solo più tesi tra nuove sanzioni, espulsioni di diplomatici, chiusure di consolati e frizioni in Siria.

### Quarto mandato presidenziale (2018-2024)

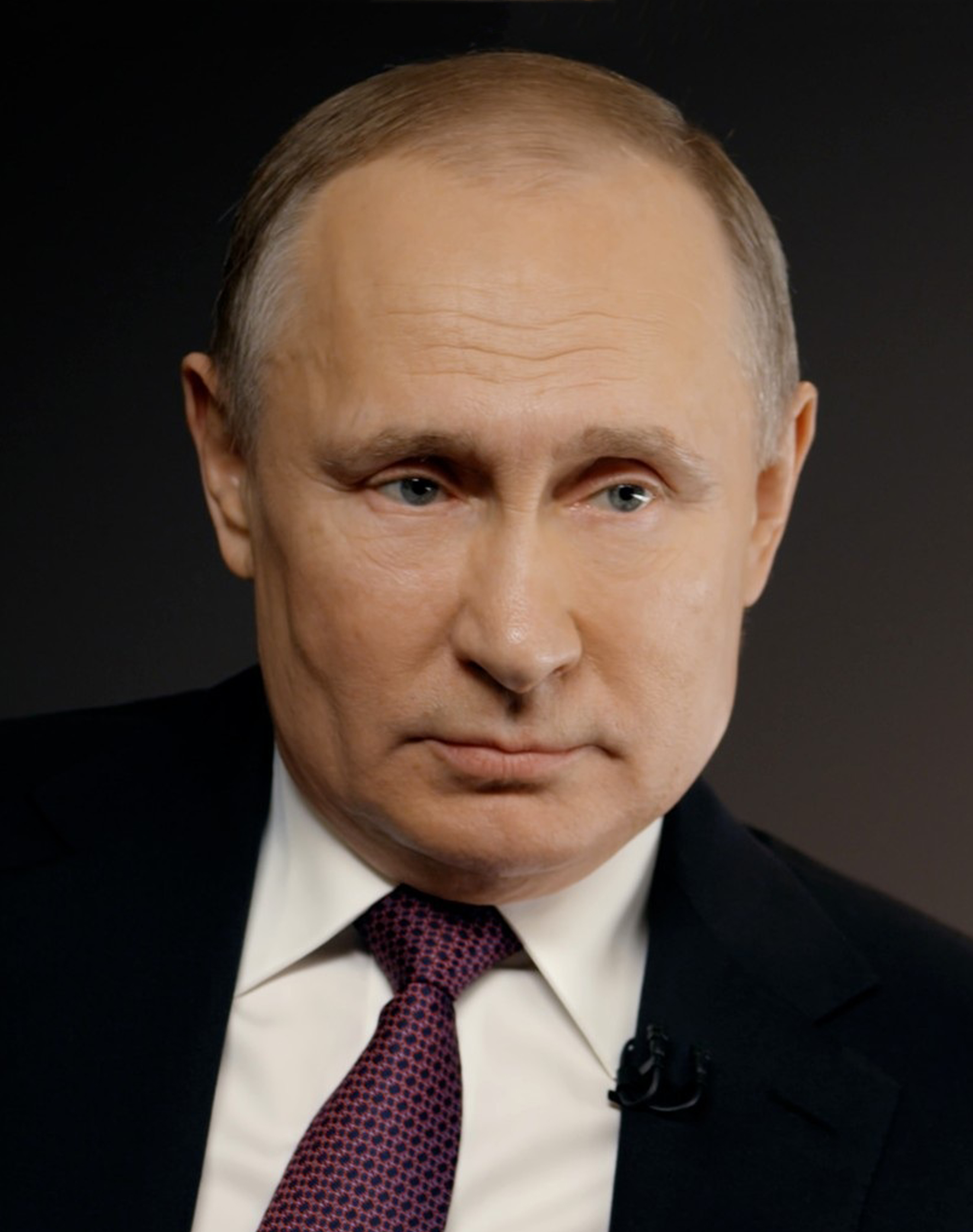
Vladimir Putin nel 2020

Il 7 maggio 2018, al termine delle elezioni presidenziali in Russia, Putin è stato rieletto per un quarto mandato con il 76,69% (per un totale di 56 430 712 voti), invitando Dmitrij Medvedev a formare un nuovo governo.
Intervistato dalla giornalista Megyn Kelly in merito alle accuse mosse dalle 17 agenzie di intelligence statunitensi di aver interferito con le elezioni politiche U.S.A., Putin ha risposto pubblicamente che la versione pubblica dei rapporti diffusi alla stampa non presenta nulla di concreto, essendo gli indirizzi IP una prova "falsificabile" a piacimento da parte di specialisti reperibili con relativa facilità nel mercato.
Nella prima mattinata del 24 febbraio 2022, Putin ha tenuto un discorso alla nazione annunciando un'operazione militare nel Donbass, da lui ufficialmente denominata "operazione militare speciale", dando inizio a un'invasione su larga scala dell'Ucraina. Il 17 marzo 2023 la Corte penale internazionale ha emesso un mandato di arresto nei confronti di Vladimir Putin per crimini di guerra avvenuti in Ucraina.
Il 23 giugno 2023, Evgenij Prigožin, stretto collaboratore di Putin e capo del Gruppo Wagner, un noto gruppo paramilitare della Federazione Russa, ha annunciato una ribellione contro il ministro della difesa Šojgu e il capo di stato maggiore delle FF.AA. Gerasimov, segnando così una brusca escalation per la situazione politica in Russia.

### Quinto mandato presidenziale (2024-presente)
A seguito delle elezioni presidenziali in Russia del 2024, Putin è stato rieletto per il suo quinto mandato presidenziale, il terzo consecutivo, per un altro sessennio.

## Vicende giudiziarie

### Accuse di crimini di guerra
Nel marzo 2023 la Corte Penale Internazionale ha emesso un mandato di arresto nei suoi confronti, assieme a Maria Alekseyevna Lvova-Belova, accusati di crimini di guerra, deportazione e trasferimento illegale di popolazione, in particolare bambini, dalle zone occupate dell'Ucraina alla Federazione Russa.

## Controversie

### Accuse di autoritarismo

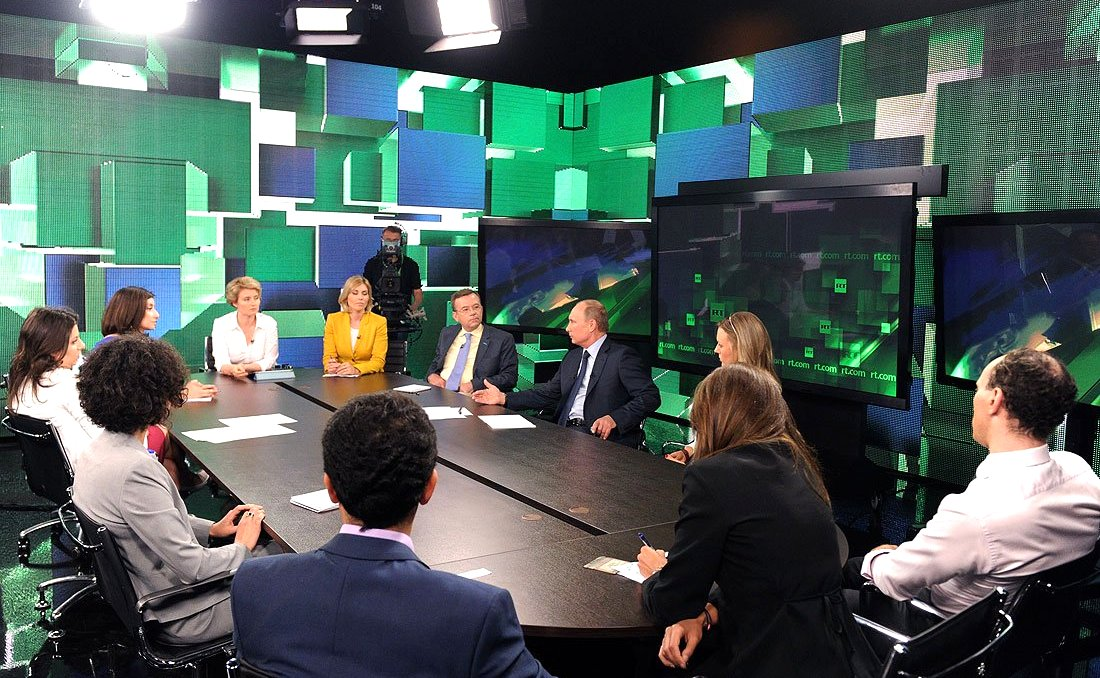
Putin negli studi televisivi di Russia Today con i principali esponenti di questa televisione

Secondo Freedom House e altre organizzazioni no-profit, oltre che per gli oppositori politici, Putin è un uomo politico autoritario e oligarchico, con contorni dittatoriali. Putin e il suo governo vengono accusati anche di numerose violazioni dei diritti umani, soprattutto in Cecenia, nonché di limitare la libertà d'espressione. La giornalista Elena Tregubova ha denunciato nei suoi libri "l'involuzione anti-liberale avvenuta in Russia durante il governo di Putin". Accuse pesanti sono state rivolte a Putin dall'ex agente sovietico Aleksandr Litvinenko, morto per avvelenamento da polonio 210 a Londra nel 2006, secondo Litvinenko stesso a causa di un attentato perpetrato da agenti segreti russi. Ciò sarebbe confermato dalle conclusioni della relazione dell'Alta corte di Londra il 21 gennaio 2016, sulla base di documenti segreti, i cui contenuti non sono stati resi noti pubblicamente. Ma Putin ha sempre respinto le accuse.
Benché accusato anche di aver favorito oppure addirittura ordinato omicidi di dissidenti, Putin ha ribadito più volte la sua contrarietà alla pena di morte anche per gravi crimini (richiesta da circa il 72% dei russi, secondo alcuni sondaggi), contribuendo alla moratoria e alla sua abolizione - tramite sentenza di illegittimità della Corte costituzionale - nella Federazione Russa. Putin ha sostenuto che non è un efficace deterrente e che è "contrario a ripristinare la pena di morte. Lo Stato non può sottrarre a Dio il diritto di togliere la vita".
Nel 2017, Amnesty International ha condannato Putin e il governo russo per aver escluso dalla candidatura, e imprigionato, il leader democratico Aleksej Naval'nyj alle elezioni presidenziali del 2018, nonostante fosse il candidato con la maggiore popolarità nei sondaggi politici. Nel novembre 2018 la Corte europea dei diritti dell'uomo ha condannato la Russia a risarcire Naval'nyj con 50.000 euro per danni morali, 1.025 euro per danni materiali e 12.653 euro per le spese sostenute per i suoi molteplici arresti subiti sul territorio russo valutati come politici, contro la libertà di espressione e privi di una reale motivazione.

### Accuse di promuovere un culto della personalità

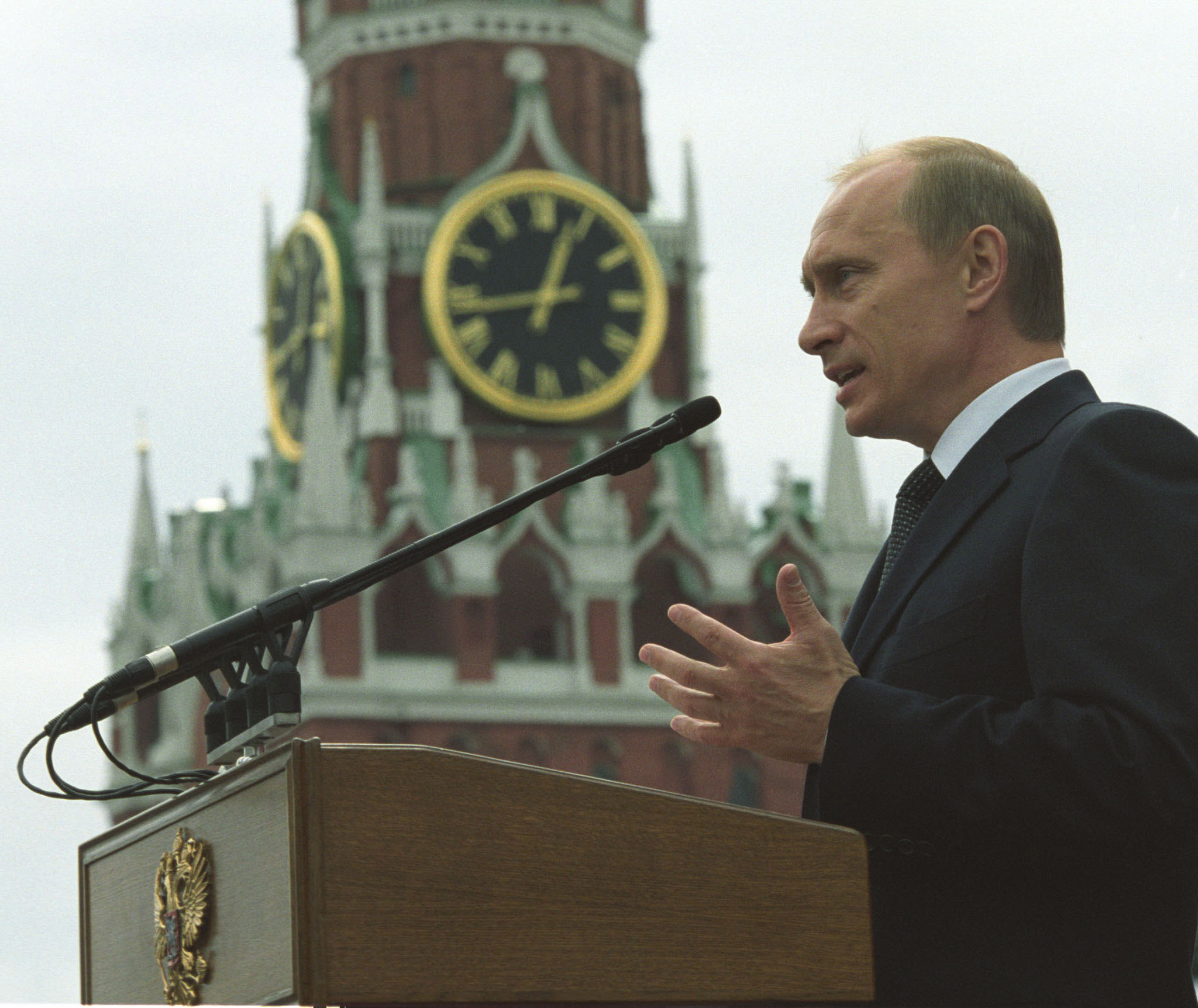
Vladimir Putin pronuncia un discorso a Mosca in occasione del 60º anniversario della fine della Seconda guerra mondiale.

Alcuni ritengono che in Russia attorno a Vladimir Putin si sia sviluppato un vero e proprio culto della personalità. Nel giugno 2001, un anno dopo il suo insediamento, la BBC notò un crescente culto della personalità attorno alla sua persona: quell'anno, l'emittente russa TV-6 mise in vendita una grande quantità di ritratti del presidente in un negozio nel passaggio della metropolitana vicino al Parco della Cultura.
Allo stesso modo, gruppi per i diritti umani hanno denunciato una rinascita del culto della personalità di Stalin, divenuto soggetto dell'esposizione al museo di Mosca nel 2003, per celebrare il cinquantesimo anniversario della sua morte. Nell'ottobre 2007 il settimanale russo Obščaja gazeta riportò che, secondo i sondaggi, in Russia un numero crescente di persone crede nell'esistenza di un culto della personalità o vede le condizioni per l'instaurazione dello stesso: ne negò l'esistenza solo il 38% degli intervistati, salito poi al 49% nel 2008.
Nello stesso anno, alcuni fatti avvenuti al congresso del partito Russia Unita provocarono la reazione del presidente bielorusso Aljaksandr Lukašėnka, allora alleato alla Russia tramite l'Unione Statale, il quale disse alla stampa russa che in Russia Vladimir Putin aveva instaurato un culto della personalità.
Allo stesso tempo l'Agence France-Presse riportò, in seguito alle elezioni parlamentari di dicembre e alle presidenziali di marzo, che, nonostante la Costituzione affermasse che Putin avrebbe dovuto abbandonare la carica, egli trovò un modo per mantenere il potere.
Dopo l'elezione alla carica di presidente di Dmitrij Medvedev nel marzo 2008, Radio Libertà segnalò che durante la sua presidenza Putin tentò di costruire un suo culto della personalità, fatto che, a detta dell'emittente, fu supportato dall'incisione della scherzosa canzone pop Voglio un uomo come Putin dedicato allo stesso, che sfondò le classifiche nel 2002.

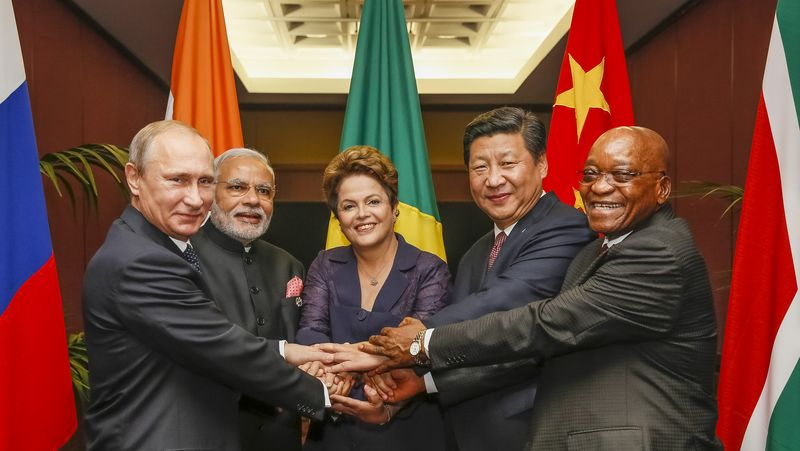
I leader dei BRICS nel 2014

### Accuse di malversazione
Putin è stato accusato da alcuni dei suoi avversari politici di peculato per l'eccessiva quantità di beni mobili e immobili a sua disposizione a spese dello Stato. Sempre secondo gli accusatori, il politico russo avrebbe fatto edificare una residenza personale, più grande del Cremlino di Mosca, a Gelendžik, sul mar Nero, costata secondo alcuni un miliardo di euro la cui direzione dei lavori sarebbe stata affidata a un architetto italiano, ma non hanno fornito alcun elemento di prova a sostegno di tale affermazione.
Altre accuse arrivano da un imprenditore statunitense che, davanti alle autorità degli USA, ha stimato il patrimonio personale di Putin in 200 miliardi di dollari: cifra che, se fosse confermata, lo renderebbe l'uomo più ricco al mondo.

### Accuse di omofobia
Le leggi approvate dalla Duma nel 2013 su proposta di parlamentari del partito di Putin, Russia Unita, e sostenute dalla Chiesa ortodossa russa, furono definite "omofobe" dagli oppositori. La Russia ricevette, inoltre, critiche anche aspre da alcuni Stati esteri nel momento in cui promulgò una legge che vieta la "propaganda" tramite qualsiasi materiale (riviste e materiale informativo e di prevenzione) "di relazioni sessuali non tradizionali" rivolta a minori; inoltre, ai sensi di legge, è un atto criminale tenere un gay pride (qualsiasi parata omosessuale a Mosca è duramente perseguita "per i prossimi 100 anni"), parlare in difesa dei diritti degli omosessuali, o distribuire materiale che promuova le richieste degli omosessuali o propagandare l'idea che le relazioni gay siano uguali a quelle etero. Putin si è tuttavia pronunciato in maniera esplicita sugli omosessuali, affermando di voler far fronte a un calo demografico dichiarando: «La Russia ha un problema demografico, io ho il dovere di occuparmi dei diritti delle coppie che generano prole».
Negli anni seguenti, la legislazione russa si è fatta ancora meno tollerante, con associazioni dell'omosessualità a malattie mentali e un divieto quasi totale alla possibilità di cambiare sesso.

## Arti marziali

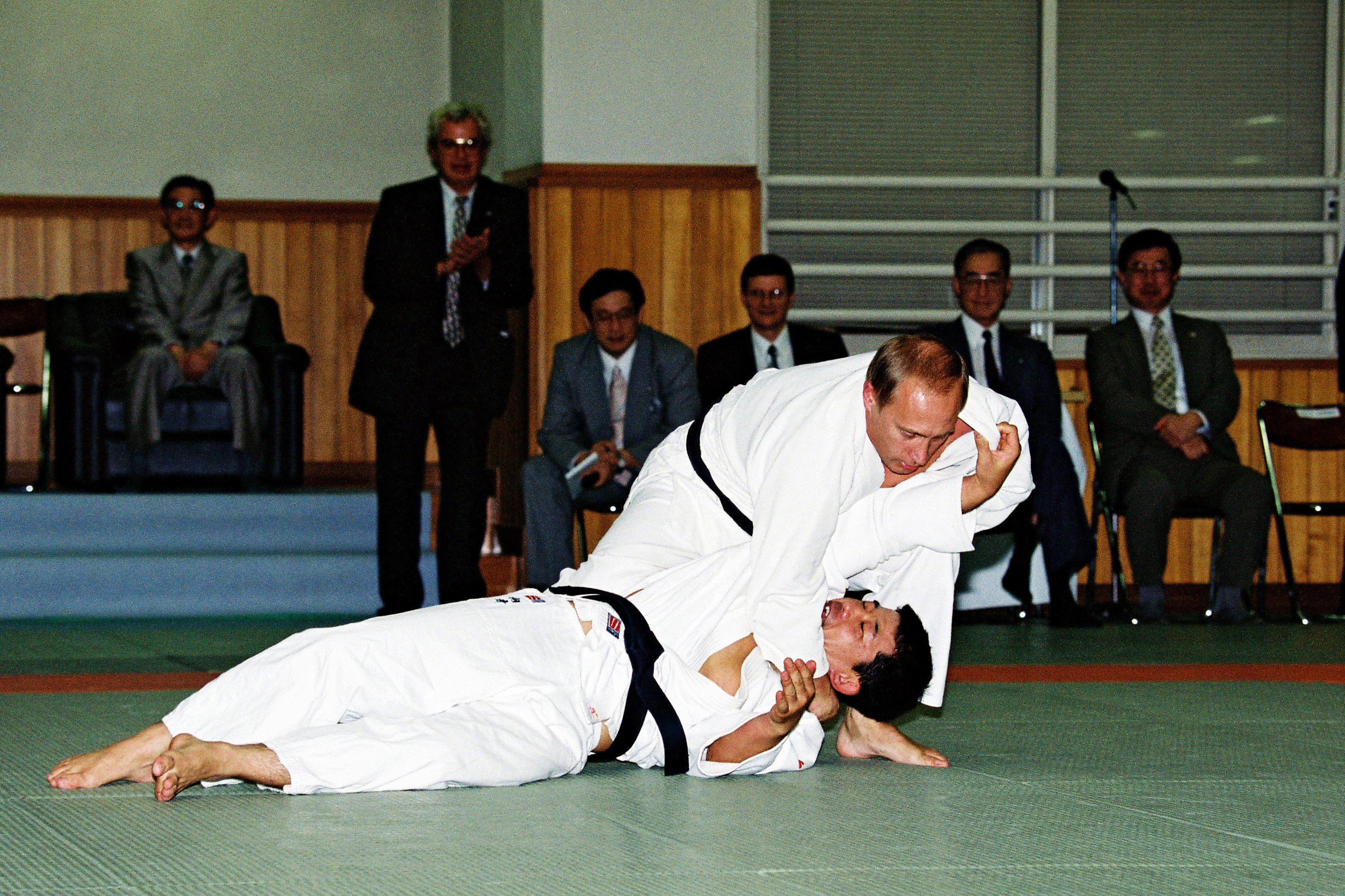
Putin durante una dimostrazione di judo nel settembre 2000

Uno degli sport preferiti da Putin è l'arte marziale del judo. Incominciò ad allenarsi nel sambo (un'arte marziale originaria dell'Unione Sovietica) all'età di 14 anni, prima di passare al judo che continua a praticare tutt'oggi. Putin ha vinto varie competizioni nella sua città natale, Leningrado (oggi San Pietroburgo), incluso il campionato seniores, in entrambe le specialità: sambo e judo.
Putin è il presidente del Dojo Yawara, lo stesso dojo di San Pietroburgo in cui si allenò quand'era giovane. È coautore di un libro sul suo sport preferito, pubblicato in russo come Judo con Vladimir Putin e in inglese con il titolo Judo: History, Theory, Practice (2004).
Anche se non è il primo leader mondiale a praticare judo, Putin è il primo dirigente politico di rilievo internazionale ad aver raggiunto dei livelli avanzati: detiene l'8º dan (cintura rossa/bianca) ed è maggiormente conosciuto per la sua Harai Goshi. Nel 2013 reintrodusse il programma di allenamento psicofisico GTO in Russia con l'aiuto di Steven Seagal.

## Vita privata
Il 28 luglio 1983 Putin sposò Ljudmila Škrebneva, nata a Kaliningrad il 6 gennaio 1958, al tempo una studentessa di filologia spagnola all'Università Statale di Leningrado. La coppia ha avuto due figlie, Marija Putina (sposata Maria Vorontsova), nata nel 1985, e Ekaterina Putina, nata nel 1986 a Dresda. Le due studiarono alla Deutsche Schule Moskau ("Scuola tedesca di Mosca") fino a che il padre fu nominato Primo ministro. Dopo che molte voci erano corse sul deterioramento della relazione, Putin e Ljudmila hanno annunciato pubblicamente all'inizio di giugno 2013 la fine del loro matrimonio. Nel 2018 Putin aveva due nipoti. Secondo quanto riportato dalla stampa occidentale, Putin avrebbe altre figlie nate fuori dal matrimonio, tra cui Luiza Rozova (vero nome Elizaveta Vladimirovna Krivonogikh), nata a San Pietroburgo nel 2003, che vive a Parigi dove lavora per una galleria d'arte.
Dal 1992 Putin possiede una dacia di circa 7.000 metri quadrati a Solov'ëvka, nel distretto Priozerskij dell'Oblast' di Leningrado, situata sulla costa orientale del lago Komsomol'skoije sull'Istmo careliano, non lontano da San Pietroburgo. Il 10 novembre 1996 lui e i suoi vicini costituirono la società cooperativa Ozero ("il Lago"), che ebbe come effetto l'unione delle loro proprietà. Questo è stato confermato dalla dichiarazione dei redditi e delle proprietà di Putin al momento della candidatura presidenziale del 2000. Tuttavia tale immobile non era elencato nella sua successiva dichiarazione relativa al quadriennio 1998-2002, presentata prima delle elezioni del 2004.
Il padre di Putin fu un "comunista modello, che credeva genuinamente nei propri ideali cercando di attuarli nella pratica quotidiana". Con tale attestazione diventò segretario del partito nell'officina dove lavorava e successivamente entrò nella presidenza del partito della propria fabbrica. Anche se il padre era un "militante ateo", la madre di Putin "era una devota credente ortodossa". Anche se non aveva icone dentro la propria casa, frequentava regolarmente la Chiesa (nonostante le persecuzioni governative nei confronti dei fedeli della Chiesa ortodossa russa). Dichiarò che Putin fu segretamente battezzato da bambino e che era solita portarlo con lei in chiesa. Il padre era a conoscenza della cosa, ma non si opponeva alle decisioni della consorte. Putin oggi è un membro praticante della Chiesa ortodossa russa: la sua "conversione" ebbe luogo dopo un grave incidente stradale che coinvolse la moglie nel 1993 e divenne ancora più devoto dopo che nell'agosto 1996 la sua dacia prese fuoco rischiando di uccidere gli occupanti. Poco prima di una visita ufficiale in Israele sua madre gli consegnò la propria croce battesimale benedicendolo: «Feci come mi chiese e quindi mi mise la croce al collo. Da allora non l'ho mai tolta».

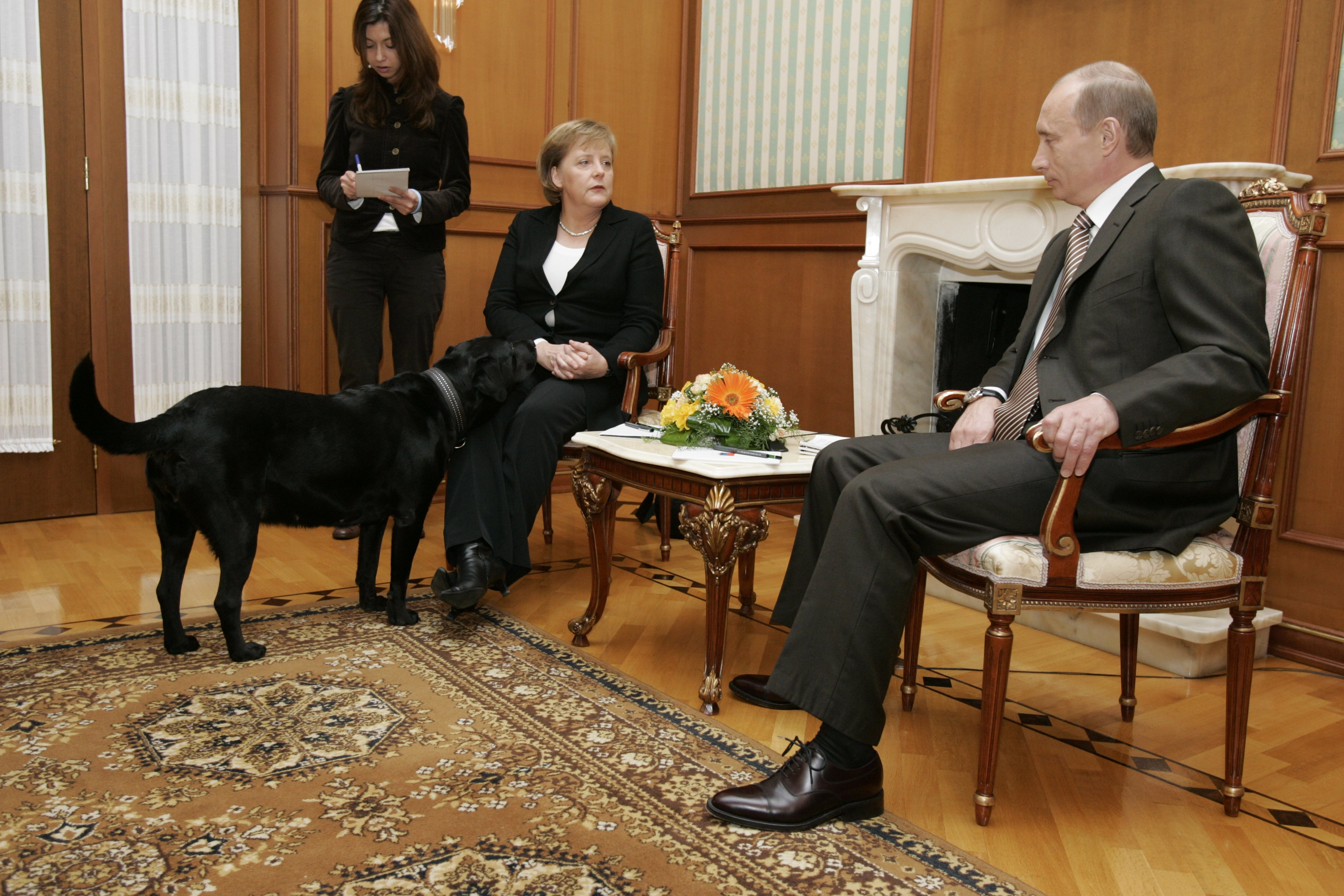
Putin e Angela Merkel con la cagna Connie

Per il Patriarca Alessio II della Chiesa ortodossa russa il ruolo di Putin è stato determinante nel ricomporre lo scisma, che perdurava ormai da ottant'anni, con la Chiesa ortodossa russa fuori dalla Russia nel maggio 2007.

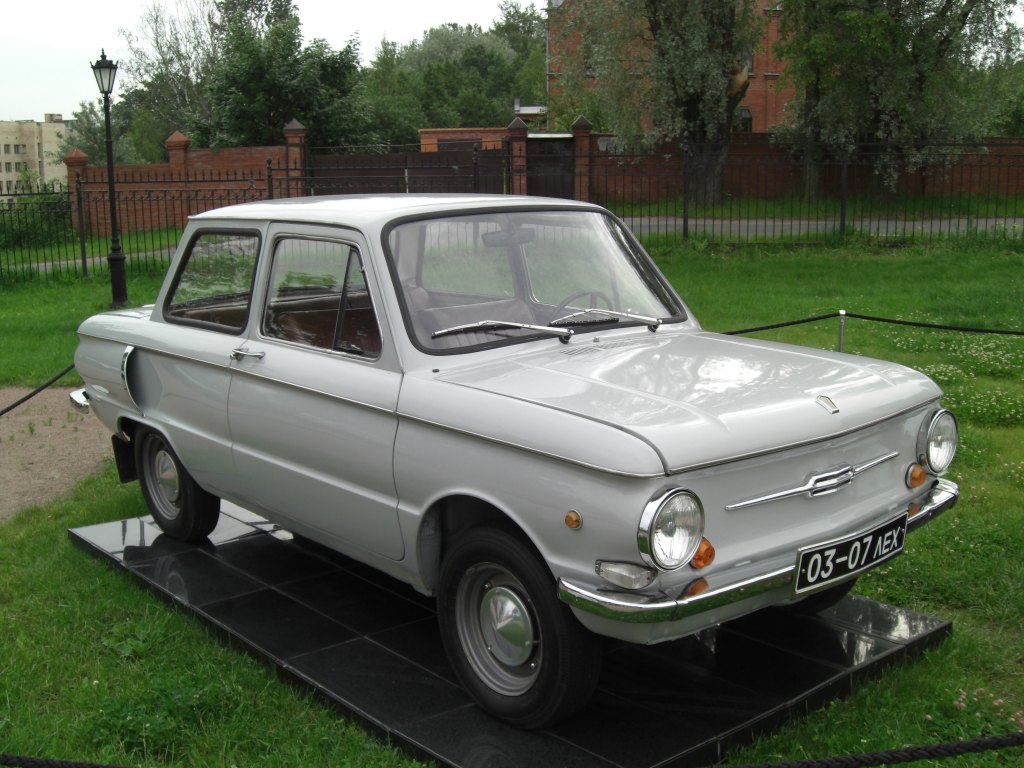
ZAZ, la prima autovettura di Putin

Putin parla ottimamente il tedesco, in maniera discreta l'inglese (sebbene di solito utilizzi degli interpreti nelle conversazioni con interlocutori madrelingua) e lo svedese.
Da una ricerca del quotidiano Moskovskij Komsomolec è emerso che Putin potrebbe avere origini vicentine: secondo il quotidiano il suo trisavolo, originario di Costabissara, sarebbe emigrato in Russia per lavorare alla costruzione della ferrovia Transiberiana. Da parte di altri la coincidenza dei cognomi viene ritenuta solo una casualità.
Putin è un fan degli ABBA, i suoi preferiti in assoluto, oltre che un appassionato di arti marziali, soprattutto, come detto, del judo, di cui è cintura rosso-bianca di 8º dan. Putin è inoltre un accanito tifoso di Formula 1 e un grande appassionato di automobili: ha guidato una Renault su un circuito nei pressi di San Pietroburgo e ha fatto restaurare la sua prima vettura ZAZ che usava a Leningrado.
Putin è noto anche per essere un grande amante degli animali e possiede cinque cani: un esemplare femmina di Labrador retriever nota come Connie Paulgrave (morta alla fine del 2014); un esemplare maschio di Karakachan (un pastore bulgaro) di nome Buffy che gli è stato donato dall'allora Primo ministro bulgaro Bojko Borisov; Yume, un esemplare femmina di Akita, omaggio dell'omonima prefettura giapponese per l'aiuto fornito dalla Russia durante il terremoto del 2011 e lo tsunami che ne conseguì; Verny, un esemplare maschio di Alabai regalatogli dal presidente turkmeno Gurbanguly Berdimuhamedow in occasione del suo sessantacinquesimo compleanno; un esemplare maschio di pastore di Ciarplanina, Pasha, dono del presidente serbo Aleksandar Vučić. È anche un tifoso della squadra di calcio dello Zenit San Pietroburgo.

## Opere letterarie
- Vladimir Vladimirovič Putin, Sull'unità storica di russi e ucraini, Mosca, 2021.